# 中島敦
中島 敦（なかじま あつし、1909年〈明治42年〉5月5日 - 1942年〈昭和17年〉12月4日）は、日本の小説家。代表作は『山月記』『光と風と夢』『弟子』『李陵』など。第一高等学校、東京帝国大学を卒業後、横浜高等女学校の教員勤務のかたわら小説執筆を続け、パラオ南洋庁の官吏（教科書編修書記）を経て専業作家になるも、同1942年（昭和17年）中に持病の喘息悪化のため33歳で病没。死後に出版された全集は毎日出版文化賞を受賞した。
その短い生涯に残した著作は、中国古典の歴史世界を題材にした作品や、南島から材を得た作品、古代伝説の体裁をとった奇譚・寓意物、自身の身辺を題材にした私小説的なものなど、未完作も含めわずか20篇たらずであったが、漢文調に基づいた硬質な文章の中に美しく響く叙情詩的な一節が印象的で、冷厳な自己解析や存在の哲学的な懐疑に裏打ちされた芸術性の高い作品として評価されている。
特に遺作となった『李陵』の評価は高く、死後に名声を上げた作品のひとつとして知られている。また、『山月記』は雑誌『文學界』に掲載されたことで中島敦の名を初めて世間に知らしめた作品であり、のちに新制高等学校の国語教科書に広く掲載され、多くの人々に読み継がれている。なお、自筆資料や遺品は神奈川近代文学館の「中島敦文庫」に所蔵されている。

## 生涯

### 生い立ち
1909年（明治42年）5月5日に、東京府東京市四谷区四谷箪笥町59番地（現・東京都新宿区四谷三栄町）で、父・中島田人と、母・チヨの長男として生まれた。この地は母の実家の岡崎家であった。
父・田人は、儒学者・中島撫山（中島慶太郎）の六男で、漢学の教育を父兄から受けた影響により旧制中学校の漢学教員となり、敦が誕生した34歳当時は千葉県海上郡銚子町（現・銚子市）の中学校に勤務していた。母・チヨは東京女子師範学校出身の元小学校教員で、前年1908年（明治41年）に2人は結婚した（婚姻届は1908年12月21日）。チヨは頭脳明晰で才気あふれる女性であった。
しかしながら、チヨは家庭的でなかったともいわれ、敦が1歳前の生後9か月のときに両親は別居（事実上の離婚）となり（正式な離婚届は4年後の1914年2月18日）、2歳のときから父の郷里の埼玉県南埼玉郡久喜町大字久喜新（現・埼玉県久喜市）に引き取られ、祖母や伯母、従姉たちに育てられた。
祖父・中島撫山は敦が引き取られる2か月前に亡くなっていたものの、家には撫山や綽軒（異祖母の伯父）の遺した漢籍が多くあり、同じく漢学者の伯父の中島玉振や、同居していた中島斗南の存在を通し、敦もまた儒学や漢文の影響を受けた（節「家族・親族」も参照）。
5歳となる年に父が紺家カツと再婚したのに伴い、6歳になる1915年（大正4年）の3月から奈良県郡山町（現・大和郡山市）で父と継母と暮らすこととなった。翌1916年（大正5年）4月から郡山男子尋常小学校に入学した敦は、小学校3年生の9歳のときに教師の父の転勤により、奈良県から静岡県の浜松西小学校へ、さらに5年生の11歳のときには、当時日本の植民地であった朝鮮の京城府龍山公立尋常小学校へと転校をするなど、各地を転々とする幼少年時代を過ごした。
そうした子供時代の目まぐるしい環境の変化から、一般の人々が口にする「故郷」という懐かしみの感覚（愛郷心）が、敦にはよく分からなかった。また、継母のカツは敦に厳しく、庭の木に縛りつけられて父に解いてもらったこともあるとされる。敦はのちに友人に「自分をいじめる時、その母がヒステリーで滅茶苦茶になるのをみるのが辛かった。その人間喪失ぶりをみるのが、こたえた」と漏らしたこともあったという。
そうしたこともあってか、郡山小学校のころ無口だったという同級生の証言もあるが、子供のころから当時珍しかった近眼の眼鏡をかけていた敦は国語・作文をはじめ成績が総じて良く、才気煥発な様子であった。ただ浜松西小学校のころは身体が弱く、体操の時間は教室で休むことが多かったという。
近眼になったのは、家にあった多くの漢籍などを読んでいたためで、強度の近視で読書を禁じられていたにもかかわらず、薄暗い物置でさらに隠れて読んで度が進んだと、友人に話していた。
また、小学校4年のころの担任教師から執拗に繰り返し聞かされた太陽系や地球絶滅の運命と存在の無意味さに、敦はショックを受けた。
爾来あらゆる生の虚無と形而上学的な不安が敦の内面に巣食うようになり、のちの中島文学の主題形成に影響を与えていくことになる（節「形而上学的な思索」も参照）。

### 朝鮮での少年時代
1922年（大正11年）3月に京城府龍山公立尋常小学校卒業後は、難関の公立京城中学校にトップで入学した。父の再婚や転校、外地へ移転など様々な環境の激変化にもかかわらず、成績は常に優秀であった。京城中学時代の同級生には、 のちに小説家となる湯浅克衛や、湯浅と回覧雑誌を始めていた小山政憲がいた。
敦は中学のころは湯浅や小山のような文学青年とはあまり付き合わず、普通の友人と様々なスポーツを楽しみ親しく交遊していたが、このころからすでに英文学の本などを鉄道図書館で借りて読んでおり、家の蔵書の『徒然草』や『十八史略』を面白いからと家に遊びにきた友人にも勧めていた。友人の記憶によれば、京城中学の校友会雑誌に敦の漢詩や作文、ボードレールの訳詩が載ったこともあるという。
また湯浅の回想によると、3年のとき湯浅が数学の授業中に急進的な総合雑誌『改造』を読んでいたときと、4年のとき寄宿舎の机の中の『痴人の愛』（谷崎潤一郎）が摘発されたときの2度、級長の敦が職員室で直談判して強く弁護し、湯浅の停学処分が免れたというエピソードもある。
小学校時代と同様に中学時代も、敦はきわめて優秀で開校以来の秀才といわれていた。異母妹を背負って子守りをしながら中学1年ですでに四書五経を読破するなど多くの和漢書を読み、英語や数理学科の成績もよかった。だが、いわゆるガリ勉タイプではなく、いつ試験勉強しているのか分らない様子で、時には友達を誘い授業をサボって裏山に登り、城壁を越えて外の世界を散策していたという。そんな敦は友人達から「トンさん」という愛称で呼ばれていた。
そうした学業の優秀さや活発さと並行し、小学4年のときから始まった世界の無意味さの感覚につながる「存在の不確かさ」という不安も多感な中学時代からつきまとうようになり、「字」という存在や自分の父親という1人の男の存在など、周囲の事物のその必然性・偶然性について思い巡らすことも多かった。
この京城中学時代の14歳のときに、最初の継母カツが異母妹を産んで数日後に死去したため、15歳のとき父は大阪出身の新たな継母・飯尾コウを迎えた（正式な入籍は翌年6月）。こうして幼少年時代に2人の継母と暮らした敦だったが、父や継母たちとの折り合いは良くはなかった。
新しい継母を迎えたころ、敦は彼女や父に対して反抗的で父から殴打されたこともあった。敦はなんでも理詰めで解釈し頑ななところがあった。異母妹の澄子によると、「（兄は）会話をしていても相手が受け答えにもたもたしていると、すぐかんしゃくを起し、一度言ったことを二度言わせたり聞き返したりすると、ひどく怒った」という。
父や継母との距離感で孤独にさいなまれていた敦の心を癒すものは、飼い猫だけだった。生母のいない淋しさから敦はその黒猫をとても可愛がり寝るときもいつも抱いていたので、猫の方も犬のように懐いて敦が京城中学から戻ってくるのを家の門のところで待っていたという。
当時京城で近隣にいた親族によると、のちの敦の喘息の一因には猫の毛を常に吸い込んでいたことがあるのではないかとしている。そうした生母を知らない淋しさ、「母」という存在の希薄さが、のちの中島文学の形成にも影を落としていくことになる（節「「母」の不在」も参照）。
1925年（大正14年）の16歳のとき、父親が関東庁立大連中学の勤務となり、父が後妻コウと大連に引っ越し、京城に居残った敦が伯母・志津（京城女学校に勤務）の家に移り住んでいた間は少しグレていた様子で成績が落ちたこともあった。このころ、ある級友に頼まれ彼の試験答案を代筆したことが発覚し、謹慎処分を受けたこともあった。
1926年（大正15年）には、コウが産んだ三つ子の異母弟妹のうち2人の弟が同年中に亡くなる出来事もあった。授業中に机の蔭で何か他の本を読んでいることが度々あった敦ではあったが、それを見た教師が敦に問題の解答を指名しても、正確な答えが返ってくるため叱ることができなかったという。4年の秋の模擬試験では国漢・数学・英語、各200点×3の600満点中、敦は英語の単語一つ間違えただけで598点をとった。
龍山小学校・京城中学時代を通して、中島敦は合わせて5年半を朝鮮半島で暮らした。初期の習作「巡査の居る風景」や「虎狩」における植民地時代の朝鮮像や朝鮮人の描写は、その後に得た朝鮮に関する広い社会知識によるところが大きいものの、この頃の朝鮮での経験をベースにしたものであるとされる（節「植民地への視線」も参照）。

### 東京での学生時代
1926年（大正15年）3月、通常は5年間通う旧制中学校を4年で修了し、入学試験に成績3番で合格した敦は第一高等学校文科甲類に4月から入学する。京城中学時代の友人によると、第一高等学校入学のお祝いとして大臣か大政治家になることを期待すると敦に手紙を送ると、そのようなものは偉いとは思わないし、なろうとも思っていないという主旨の返信が来たという。
一高入学後は寮に入り、のちにニーチェ研究者となる氷上英廣と知り合うきっかけとなった。氷上によれば、敦にカフカを奨めたのは氷上であったとされるが、その逆であるという説もある。1927年（昭和2年）の春には伊豆下田を旅し、耽美的な習作「下田の女」の題材となった。
夏休みに父のいる大連に帰省中肋膜炎に罹ったため1年間休学となった。このときの療養生活中に「病気になった時のこと」という習作断片が書かれた。『校友会雑誌』に投稿した「下田の女」は11月に掲載され、これが活字となった初めての作品となった。
19歳となる1928年（昭和3年）4月に寮を出て、伯父・関翊一家が暮らす渋谷町道玄坂上の広い敷地内の弁護士・岡本武尚邸（岡本貫一の養子）の別棟に寄寓した。その岡本家の文学好きの息子・武夫（一高で高見順の同級生）と親交を結んだ縁で、のちに英米文学の翻訳者となる田中西二郎と知り合った。
また、同じく岡本邸に寄寓していた日本女子大学に通う2人の従妹・褧子と美恵子（叔父・比多吉の娘）のうち、敦は2歳年下の褧子（英文科）と特に親しくなり、彼女の卒業論文（テーマはユージン・オニール）作成の手伝いをしたりした。この年も『校友会雑誌』に「ある生活」「喧嘩」が掲載された。
1929年（昭和4年）4月に文芸部委員となり『校友会雑誌』編集に参加する。この年の夏に岡本邸を出て、芝の同潤会アパートに移った。6月には『校友会雑誌』に「巡査の居る風景」「蕨・竹・老人」を「短篇二つ」として発表した。秋には氷上英廣、吉田精一、釘本久春らとともに季刊同人誌『しむぽしおん』（翌年夏まで4冊発行）を創刊するが、敦はこの同人誌に一度も執筆せず、翌1月『校友会雑誌』の方に「D市七月叙景（一）」を発表した。
第一高等学校を卒業後、1930年（昭和5年）4月に東京帝国大学文学部国文学科に入学する。友人らは英語力の高い敦は英文科に進むものだと思っていたため、国文学科を選んだことに驚いたという。この年の3月には、三つ子の生き残りだった異母妹・睦子が4歳で病死し、6月には、敦の才能を一番買っていた伯父・斗南が亡くなった。伯父の死を看取ったことで、狷介で彷徨的だった伯父と類似する自身の気質を分析する手記的作品「斗南先生」が、のちに書かれることになる。
大学時代には、文学発表活動への関与はあまりなく、友人・釘本久春の紹介で英国大使館駐在サッチャー海軍主計少佐の日本語教師を10月から約1年間務めながら、ダンスホールや麻雀荘に入り浸る生活を送り、乗馬にも凝っていた。
1931年（昭和6年）の夏休みには天野宗歩の全棋譜（『将棋精選』）を読み上げ友人を驚かせたり、同年3月に麻雀荘（一高時代の寮友・伊庭一雄の姉の経営する店）で知り合った同年齢の店員・橋本タカ（故郷は愛知県）に会いに行く旅費稼ぎのため、下宿に友人らを集めレコードの売り立て会を開いたりしたこともあった。またこの夏には、浅草レビュー小屋の踊り子たちを組織して台湾興行を計画していたとも伝えられる。
文学活動を休止していたようにみえるこの時期ではあったが、一方で、永井荷風、谷崎潤一郎、正岡子規、上田敏、森鷗外らのほぼ全作品を読むなど読書にも熱中した。そしてポーやボードレール、ワイルドなど欧州の耽美派を概観しつつ近代日本で自然主義派に対抗していた耽美派の谷崎を論じた「耽美派の研究」と題する卒業論文に備えた。
1931年（昭和6年）10月には、大連の中学校を退職した父親が東京に戻ったため、荏原郡駒沢町大字上馬の借家で父と継母コウと同居するようになった。1932年（昭和7年）には、前年知り合った橋本タカとの結婚（入籍）を考えるようになった。しかし、タカの叔母の反対や中島家の反対もあり、しばらく辛抱強い説得が続いた。そして父から正式な結婚は大学卒業後にしろと言われため、この時点では婚姻届は出してはいない。
この年の8月、就職の相談をするため旅順にいる関東庁外事課長の叔父・中島比多吉を訪ねるかたわら、大連などの南満州、天津、北平（北京）などの北支（中国北部）を旅行し、久しぶりに母校の京城中学にも立ち寄った。中国を舞台にした未完の長編草稿「北方行」の執筆準備（現地取材）は、このころに行われていたのではないかと推察されている。

### 横浜での教員時代
中島敦は当時の就職難に苦しみ、前節で述べたように、卒業前の1932年（昭和7年）夏には満州国高級官僚の叔父・比多吉に就職の斡旋を依頼するなどしていた。同年秋には朝日新聞社の入社試験を受けたが二次試験の身体検査で落ちた。結局、翌1933年（昭和8年）4月、祖父の門下生だった田沼勝之助が理事を務める横浜高等女学校（現・横浜学園高等学校）での教員の職を得て、横浜市中区のアパートで単身暮らしとなった。
敦は中島一族の親戚中でも一番の秀才として知れ渡っていたため、一高、帝大出の彼が一介の女学校教師となったことを意外に思った従甥もいた。しかし、当時は大変な就職難で、帝大の同級生38名中、まともに就職が決まった者は敦を含めて3名だけで、まだ恵まれている方だった。
敦の担当科目は国語・英語（および、のちにこれに加えて歴史・地理）で、週23時間の授業を受け持ち、初任給は60円だった。同じ教師陣には、岩田一男（英語学）、安田秀文（国文学）、平野宣紀（国文学）、山下陸奥（国文学）、山口比男（地理学）、杉本長重（国文学）、吉村陸勝（数学）、渡辺はま子（音楽）、野田蘭洞（書道）など、優秀な人材が多かった。直接教えた生徒の中には、後に女優となる原節子もいた。
女学校教員となったこの年の12月11日には橋本タカと結婚（正式入籍）した。タカは4月に郷里の愛知県碧海郡で長男・桓を産んでいたが、敦は仕送りだけで面会に来なかったため、たまりかねて赤ん坊を連れて11月に上京し、東京市杉並区の佐々木方に下宿した。敦は教師時代も多趣味な生活を送り、また生徒や同僚からもかなりの人気があった。山岳部生徒の引率で、箱根外輪山や北アルプスに登ったり、同僚らと三国峠、法師温泉などにキャンプに行ったりしたこともあった。
大学院（1年間で中退）や教師時代に「斗南先生」「北方行」「虎狩」などの作品を執筆しており、1934年（昭和9年）7月に、「虎狩」を『中央公論』新人号に応募して、選外佳作10編中に入った。敦はこの結果を氷上英廣に伝え、「虎狩、又してもだめなり。（中略）なまじっか、そんなところに出ないほうがよかったのに。すこしいやになる」と、なまじっか佳作に名を連ねていることを悔しがり応募したことを後悔している。
この25歳のころ、自分の作家としての才能に自信をなくしていた敦は、失意の中、明るいチンドン屋が通り過ぎる夜の酒場の街を歩いていたこともあった。
1935年（昭和10年）4月に釘本久春を介して、京城中学の1年後輩の三好四郎と知り合った。なんとか中島敦を世に出したいと願う釘本や三好の勧めで、翌1936年（昭和11年）6月に、三好から鎌倉に住む深田久弥を紹介された敦は、以後毎週土曜日に深田の自宅を訪ね、作品評を乞うようになった。三好と深田は同じ町内に住み、ともに大佛次郎の世話をしていた写真同好会「写友会」に入っていた仲であった。深田は敦より6歳年上で、同じ一高、東大出身者だった。
教師時代の1935年（昭和10年）には、ガーネット、列子、荘子などを、1936年（昭和11年）にはアナトール・フランス、ラフカディオ・ハーン、カフカ、オルダス・ハクスリー、ゲーテ、アミエル、韓非子、王維、高青邱などを読んだ。また横浜高女の雑誌部が発行していた学内誌『学苑』の編集人となっていた敦は、そこに短い雑文などを寄稿した。
このころに自我の追求や存在の形而上学的不安をテーマにした「狼疾記」「かめれおん日記」（「過去帳」2篇）を起筆し、第1稿を脱稿していたが、「狼疾記」は「北方行」（未完の長編）の草稿から転写・再構成された短編で、その後1938年（昭和13年）から1939年（昭和14年）にかけて完成する。
また、1936年（昭和11年）の小笠原諸島や中国の旅行の際、旅日記的に和歌を詠んだが、その後も音楽会の感想メモも三十一文字の形式で書き留めた。1937年（昭和12年）の冬にも即興的な身辺雑記のさまざまな500首あまりの感興を「和歌でない歌」として綴った。
これらの歌では比較的すらすらと自己表白が可能なことに気づかされた敦が、散文では表現のジレンマに陥り行きづまりがちだった表白がある種の定型や枠づけの中で自在になるということを悟り、のちの外在的な枠づけの形式（先在する古典物語を利用すること）のヒントや啓示になったのではないかという推察もある。
1937年（昭和12年）の1月には早産で誕生した長女・正子がすぐに亡くなってしまうという出来事もあった。以前にも幼い異母弟妹らの夭折を見てきた中島だったが、実子を亡くすという体験もまた、存在の不確かさや運命との対決など中島作品に顕著なテーマに影響をもたらす要因の一つとなる（節「概括」も参照）。
さらに1940年（昭和15年）にはアッシリアや古代エジプトの歴史を勉強しプラトンのほぼ全著作を読んでいた。その後、直接的な私小説の形式から、作品舞台を遠い過去の時代に設定し、自身のテーマを客観視する手法を確立する「文字禍」「狐憑」「木乃伊」「山月記」の「古潭」4篇が1940年（昭和15年）4月までに執筆されていく。
しかし1939年（昭和14年）ごろから発作が激しくなっていた喘息の悪化で教師を続けることが困難となり、1940年（昭和15年）暮れごろから週1、2回の勤務となっていたため、1941年（昭和16年）3月末をもって休職となった。
冬になると発作がひどくなる敦は釘本久春の勧めもあり、「役人になるのは、少しいや」だったが身体にいいだろうという思いと「生活のため」もあり、常夏の南洋に移ることを決めた。この頃、「僕のファウストにする意気込」で、孫悟空や猪八戒の登場する作品「悟浄出世」の執筆を始めていた。
釘本の斡旋で南洋庁の国語編修書記の就職が正式に決まった敦は、1941年（昭和16年）6月28日に横浜港からパラオに出発するが、父への置手紙には、少し気が進まないといった内容も書き残していた。

### パラオ南洋庁時代

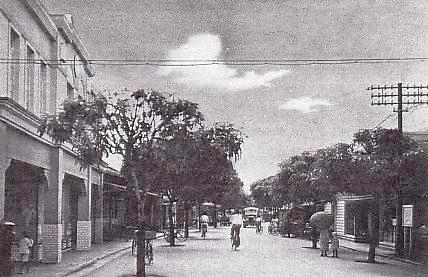
日本統治時代のパラオ

中島敦は転地療養を兼ねてパラオ・コロール町（コロール島のコロール）の南洋庁の編修書記に任じられ、現地の教科書作成業務に携わりながら「環礁―ミクロネシヤ巡島記抄―」や「南島譚」の題材を得るが、7月末から9月初めころまでアメーバ赤痢やデング熱にもみまわれ、下痢や高熱、身体中痒くなるなど、執筆活動や勤務が難しい状態にあった。
南洋庁では職員らとそりが合わず孤立したものの、東京美術学校彫刻科出身の土方久功や熱帯生物研究所の若い学者ら（大平辰秋など）、竹内虎三というヤルート支庁の役人とは親しかった。敦のことを「トンちゃん」と呼んでいた土方は、自身の旅行日記や、それを素材とする「南方離島記」の草稿を敦に見せたり、南洋群島を一周する出張旅行にも同行したりした。
パラオに出発する前、深田久弥に「古譚」や「ツシタラの死」などいくつかの原稿を出発前に託していた敦は、深田が自分の作品を推薦して文芸誌に掲載してくれることを期待し、各島への出張のときは父と妻に細々とした日程を手紙に書き送っていたが、深田からはいっこうに何の連絡もなく、家族から送付してもらった文芸誌にも自分の作品が載る気配はなく失望していた。
そのため、パラオ滞在末期の11月9日には、妻タカに向け、「オレが死んだら」、深田に預けた原稿をほかの原稿と一緒にしまっておき、桓（長男）が成人して文学を愛好するようなら渡してほしい、という主旨の手紙をしたためることになる。一方、深田は敦が旅立ってから半年後になってから、ようやく中島の原稿に目を通し、その内容に「歎息に似た感歎の声」をもらした。託された4篇からなる「古譚」の原稿を深田は『文學界』に推薦し、その中から編集者の河上徹太郎が2篇（「山月記」「文字禍」）の掲載を決めた。
喘息快癒を期待してパラオに赴任した敦だったが、雨の多いパラオではかえって喘息がひどくなった。また、現地の島民たちに十分な住居と食べ物を与えることが次第にできなくなりつつある時勢の中、新しい教科書ばかり作ることの無意味さが判った敦は、自然と共存しながら暮らしている島民を慮って、「なまじつか教育をほどこすことが土人達を不幸にするかも知れない」と感じ教科書編纂の仕事にも熱意をなくしていった。
日本でしか味わえないもの（天ぷら、そば、四季折々の食べ物）がパラオでは食べられないわびしさや、妻や2人の子供（桓と格）が恋しいこともあったが、何よりも、文化人・教養人にとっては「精神的には完全な島流し」のような生活が耐えがたく、あまりに息苦しい暑さで頭の働きが鈍くなり小説が書けず、「身体も頭脳も駄目になって了う」熱帯の地には長く居られないことも帰国したい大きな理由の一つであった。
そのため敦は12月31日、心臓性喘息のため激務に適さないと記して東京出張所勤務を希望することを課長に申し出て、翌年1942年（昭和17年）3月4日、土方久功とともに東京に向かう船に乗った。

### 帰京後、没後
帰国の約1か月前、1942年（昭和17年）2月号の『文學界』に、「山月記」と「文字禍」が「古譚」と題して掲載され、「日本のアナトール・フランス」「芥川龍之介の再来」などと言われていた。深田久弥は掲載を知らせる手紙を送ったが、同年3月17日にパラオより帰国した敦が『文學界』掲載のことを知ったのは、東京に戻ったあとであった。
深田は、自分が原稿に目を通す時期が半年遅れたために「俊英な才能が文壇に芽を出す時期を私がおくらせたとも言える」と自責の念にかられた。一高・帝大時代と敦のことを知っていた同学校出身者の中村光夫は「山月記」と「文字禍」を目にし、多くの友人達が学生時代の青春の夢をなくした中で「ひとり黙々と十年の間執拗に昔のままの清純さで文学の夢を育んで来た」敦の心情に思いを馳せつつ励ますような作品評を書いた。
帰国後の敦は喘息と気管支カタルで、父親と妻子の住む世田谷の家で療養することとなった。当時の世田谷は周囲に田畑が広がり、冷たいおろし風が吹く喘息持ちにはよくない土地で、敦は住み慣れた横浜への転居を希望したが実現しなかった。
続いて、R.L.スティーブンソンを主人公にした長編「ツシタラの死」が編集者の要請で「光と風と夢――五河荘日記抄」と題名変更し短縮した上で『文學界』5月号に発表されると、昭和17年度上半期の芥川賞候補となった。同作品は石塚友二（横光利一の弟子）の「松風」とともに最後まで選考で争ったが、室生犀星と川端康成の2人の選考委員が高く評価したのみで、ほかの選考委員の宇野浩二などからの支持が得られず落選した（石塚の作品も）。
とはいえ「光と風と夢」の掲載後すぐに、筑摩書房、中央公論社、今日の問題社の3社から中島の作品集を出版したいという申し出があった。5月、小康状態になった敦の元へ、筑摩書房の古田晁、中央公論社の杉森久英の訪問があり、作品集の出版が決まった（中央公論社には第三創作集（「弟子」を含む予定で）の約束をする）。7月15日に第一創作集『光と風と夢』が出版され、その印税で妻子に着物や帯留めなどを買って、妻の郷里を訪ねた。
作家として立つことを決意した敦は、8月に南洋庁に辞表を提出し（9月に正式辞令が下り）、専業作家生活に入った。10月末ころまでには「李陵」の原稿（題名は決っていない）を書き上げた。
11月には、パラオを題材にした作品などを含む第二創作集『南島譚』が出版されるも、同月に持病の気管支喘息悪化と服薬の影響で心臓もかなり衰弱し、世田谷の岡田医院に入院し、12月4日の午前6時に同院で死去した。33歳没。専業作家となってからわずか3ヶ月であった。
涙をためながら「書きたい、書きたい」「俺の頭の中のものを、みんな吐き出してしまひたい」と言ったのが最期の言葉だったと伝えられている。12月4日は奇しくもスティーヴンソンがサモアに埋葬された日であったという。中島家は神道であったため、6日の午後2時から神式の葬儀が行われ、多摩墓地に埋葬された。なお、敦は亡くなる前に戸籍を祖父の郷里の埼玉県久喜市に移していた。
未発表であった「名人伝」「弟子」などの作品は遺作として没後に発表され、「李陵」は1943年（昭和18年）7月号の『文學界』に掲載された。敦の死の後、夫人から手渡された題名の定まっていない遺作原稿（「李陵」）を読了した時、深田は「あたりがシーンとしたくらい感動」したという。
死後に出版された全3巻の『中島敦全集』は1948年（昭和23年）10月から1949年（昭和24年）6月にかけて筑摩書房から刊行され、毎日出版文化賞を受賞した。

## 人物

### 人柄
中島敦は、横浜高等女学校に赴任し1年4組（66人）の担任となり、以後、同級を4年まで受け持ったが、横浜高女教員時代の敦は「ラムネの瓶」で作ったような厚い眼鏡をかけ、長髪を七三分けにしていた。七の前髪が眼鏡の前に垂れてくると頭を振って髪を跳ね上げるのが独特の仕草だった。教員時代は髪の毛は長めで、持病のため喉にタオルや包帯を巻いていたという。
小柄で細身だったが明朗快活で、職員室でもよく通る大きな声で話し、内容も当意即妙でウィットがあった。なおかつ礼儀正しく律儀で、細かい気遣いもできる人物だったという。よく響く笑い声は少し気障っぽく歌舞伎役者のように「ワッハッハ」という笑い方だったという。同僚から「トンちゃん」という愛称で呼ばれていた。
作文の評点は厳しかったが授業は楽しいと、生徒たちからも人気があった。歌舞伎では贔屓の市村羽左衛門や市川左団次の台詞まわしを歯切れのよい巻舌で真似て、舞台の臨場感を出しながら『修禅寺物語』などを朗読していたという。芥川龍之介のほとんどの作品、夏目漱石やゲーテも朗読し、その爽やかな声にみな聞き惚れていたという。中島の授業の際にはファンの女性徒たちが常に教卓に中島の好きな真紅のバラの花を飾っていたという。
中島の文筆活動を助けて「虎狩」「斗南先生」「山月記」など清書していた雑誌部員の生徒もいて、オルダス・ハクスリーの翻訳の原稿清書なども、その鈴木美江子という親しい教え子に依頼していた（鈴木美江子は結婚後、飯島姓となった）。第一創作集『光と風と夢』が出版された1942年（昭和17年）7月には病身ながらも、初担任した4組卒業生らのクラス会（横浜伊勢佐木町の森永パーラーにて）に出席し、終始にこやかに南洋の話などをしていたという。
中島の教師時代の同僚によると、中島のアパートには生徒の姉だと行っていた人たちがよく訪ねて来たり、中島と一緒に外出したりしていたという。川村湊は、中島と関係のある女学生がいたのではないかと推測している。京城中学時代や結婚前にも、敦が京城の財閥令嬢や、従妹・褧子、従姪・長根翠、その他の女性と親しく交際していたことも、褧子本人や妻タカ、友人らの証言から垣間見られる。
中島の文学には、多くの近代作家がしばしば描く恋愛や男女関係をテーマにした作品が皆無であるが、中島自身の実生活では複数の女性との付き合いが結構あり、深田久弥の妻・北畠八穂は直接敦にそうした女性関係について忠告したことがあるという。島内景二によれば、教師を辞めてパラオに行った理由の中には、女性関係のもつれを整理することも入っていたとのではないかという推察もあり、友人の氷上英廣によると、パラオから帰国した年（中島敦が亡くなる年）には女性問題が解決したとされる。
妻タカによると、敦は非常に時間に厳しく、少しでも遅れると叱られたという。食べ物は西瓜やキュウリが苦手で、柿が好物だったとされる。子供の頃の思い出として、継母カツから十分なおやつをもらえず、キャラメル1粒だけだったことや、郡山時代に厳しい折檻を受けたことを妻タカに語りつつ、「どんなにひどい親でも実の母が欲しい」と言ったという。そうした思い出話を南洋から妻に出した手紙は、女々しいものとして中島自身が死の4か月前の8月に整理し、その他のノート類や褧子などからもらった手紙類と一緒に焼却してしまったという。
自身の身体が丈夫でなかったからか、2人の子供たちの健康を祈り、「頭なんか、ニブイ方がいい。ただ丈夫でスナオな人間になってくれ」という願いを持っていた。また一方で、普通の役人や会社員で終る人間ならそれはそれでいいが、もし学問や芸術を求道する人間だった場合には「たとへ餓死しようとも、自分の志す道から外れて、よその道に入るやうなことは、させ度くない」として、南洋の役人になった自身が味わったような情けない思いはさせたくないと考えていた。

### 趣味
多趣味であり、教員時代には旅行・山登り・音楽鑑賞・園芸・ラテン語の学習などさまざまなことを行っていた。シモン・ゴールドベルクやジャック・ティボーなどのさまざまな演奏会を聴きに行っており、喘息の発作が酷くなってきた1939年（昭和14年）ごろからは天文学にも親しみ、相撲にも興味を持って星取表を作るなどしていた。
旅行では1936年（昭和11年）には小笠原や中国（上海、杭州、蘇州など）のほかにも、伯父・中島竦（玉振）のお供で、地獄谷や志賀高原にも旅している。学生時代には、浅草レビュー小屋の踊り子らを組織して台湾興行を計画したという話も伝えられ、行動的な一面も垣間見られる。

## 作風

### 概括
中島文学の作風には、幼児期における生母との別れ、2人の継母との不仲や死別、幼い異母弟妹らの夭折、父親の転勤に伴う度重なる転校などの多感な時期の複雑な家庭環境や転地がもたらした故郷喪失感、少年期に植民地朝鮮で感得した不条理な人間関係、青年期に発症した喘息の持病、中島の才能を最も愛した伯父・中島斗南との死別や生まれたばかりの長女の死、宿痾からくる自身の短命の予感、漢学者の家系、といった様々な要素が絡み合い複雑な影響を与えている。
こうした諸要素によってもたらされた屈折した精神構造をもつ中島の作品世界における人間認識の深さ、運命との対決の主題などの特質は、人生経験を積むごとにとぎすまされ、試行錯誤を経た後期の作品では、実在の人物や中国古典の客観世界を借用することで自己の主題を客観的形象化するという作品造型の手法に発展していった。
日本近代文学研究家の鷺只雄は、そうした経緯をもつ中島文学の特色を、「作品はいずれも自我や人間存在の不条理を追究し、殊に中国古代やオリエント・南洋等、根源的・始原的状況において生のありようを追究するところ」にあるとし、「文体は古典的な格調をもち、その文学は今日現実的な課題を豊かにはらんでいる」と概括している。

### 中国古典からの影響

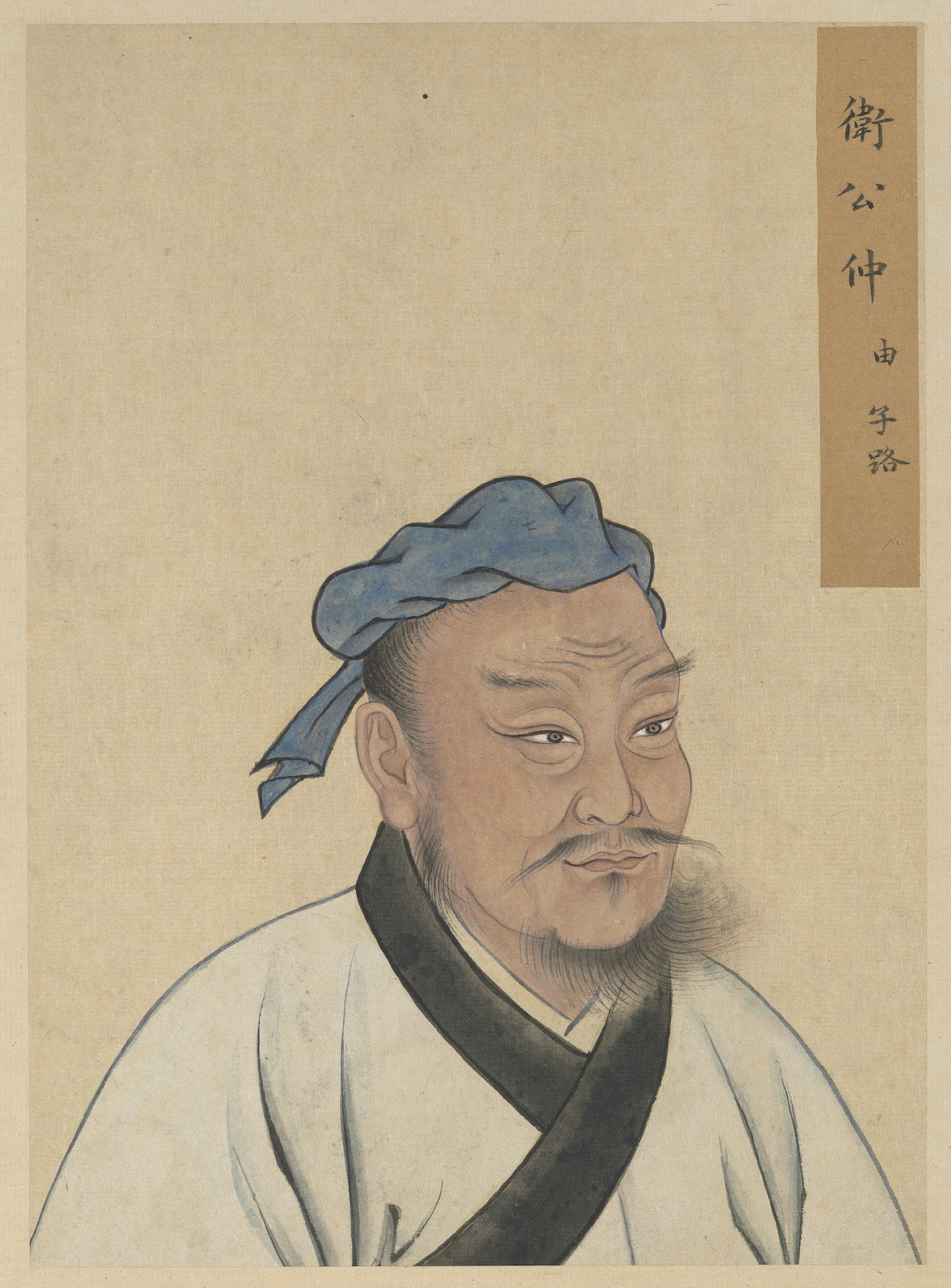
孔子の弟子の仲由子路。中島敦の『弟子』は、子路と孔子の関係性を描いた作品。

中島敦は漢文古典に対する素養が深く、漢文的な硬質な文体を特徴とするとともに、中国古典を下敷きとして自らの小説を創作した作家であるというのが第一の側面としてある。そのため、同じように古典を素材にして小説を書いた森鷗外・芥川龍之介の流れを汲んでいる知識人・文人的な作家と一般的にはとらえられている面がある。
しかしながら、中島と芥川の違いとしては、中島には芥川のようなシニシズムで脚色する傾向はなく、たとえば『弟子』では子路の人物や性行を愛して描き出している点にある。なお、この子路の純粋な没利害性や、己の信念に準じた性格のモデルは、伯父の中島斗南だということがしばしば指摘されている。
中国古典を下敷きにした『山月記』『弟子』『李陵』などは中島敦の作品の代表的なものとして認知度が高く、その中でも、『李陵』が中島文学の中のもっとも優れた作品であると評価される傾向がある。こうした素直に漢文の教養を活かした創作にいたるまでは、反発や試行錯誤があり、古典を踏まえて作品を作るという手法が取り入れられ、またその文体が成立したのは『古譚』4篇からとみられる。
それ以前の未完の長編『北方行』は当時の現代中国を描こうとしたものであり、自己検証をテーマにした私小説としての性格を持ったものだった。『北方行』の執筆を断念し、その草稿をほかの作品に転用した後、中島は直接的な私小説の手法ではなく、遠い過去の時代を舞台にした『古譚』4篇などや、『弟子』『李陵』のような、歴史上の人物を通して人間を描く方法をとるようになっていった。そして、それらの運命的な人物たちに自身の内面性や死を投影させた。
東洋の古典だけでなく、中島はD・H・ロレンスやフランツ・カフカ、オルダス・ハクスリー、ニーチェなどのさまざまな西欧文学や哲学書も愛読し、それらから人間の実存的解釈や審美的感覚の基礎を得ている。カフカやデイヴィッド・ガーネットの作品にみられる変身譚は、『山月記』の題材「人虎伝」選びの過程に影響を与えたと見られる。また、原作「人虎伝」の因果応報とは異なる、芸術家の純粋な内因性を虎への変身の原因とし、芸術家としての自己の心情を投影させた独自の小説として肉付けしている。
同じく中国古典に材をとった『古俗』の1篇である『牛人』では、牛のように醜く、得体の知れない不気味な笑みを浮かべるわが子・豎牛に見つめられながら餓死していく政治家・叔孫豹の運命を描き、その牛男の豎牛を「世界のきびしい悪意」として象徴させた作品となっている。武田泰淳は、この「世界のきびしい悪意」に対する叔孫豹のへりくだった「懼れ（おそれ）」が、中島文学の全作品に底流している暗い色調をなすものとし、『光と風と夢』や『弟子』『李陵』にまで引きずられているとしている。またこの悪意への「懼れ」が私小説的な『過去帳』2篇（『狼疾記』『かめれおん日記』）での見事な自己告白を可能にし、さらに中島が中国古代史実に吸い寄せられたのもこの「懼れ」だとしている。

### 形而上学的な思索
中国古典を題材にした『山月記』などにも私小説的な面があり、虎に変身する李徴は中島自身の投影だとたびたび指摘されているが、その作風に至る以前の、「三造」という現実の中島本人と同じ設定の主人公が登場する私小説作品群は、自我がテーマになっているものが多く、宇宙の虚無や存在の不確かさの観念にとりつかれて、そこから生まれる形而上学的不安を対象化し哲学的懐疑を深める思索が見られる。
その代表的な『過去帳』の1篇『狼疾記』では、11歳のころに担任教師からいつかは太陽が冷えて地球が滅亡する運命や、存在の無意味さの話を執拗に聞かされてから、しばらく神経衰弱になってしまい世界の虚無に戸惑った原体験が綴られ、さらにその自我の不安や不確かさを掘り下げた1篇『かめれおん日記』も女学校という社会における教師の「三造」の自己検証がテーマとなっている。
また『狼疾記』には、『北方行』の原稿からの転用・流用が多くある。未完で放棄された長編『北方行』では、自身を投影させた主人公「黒木三造」と「折毛伝吉」という2人の人物に自己の内面表白をさせ、その描写にかなりの量を費やされてしまっているが、それは大きな社会や歴史の中での自己検証であり、当時の戦争や革命運動、民族や国家、言語や文化、芸術や愛・性にまでわたって人間をとらえていこうとした未完の意欲作であったとされる。
青木純一は、『李陵』を書かせた筆力で、もし『北方行』が完成されていたならば、西欧化した日本人の自意識の地獄を、アジアを背景に摘出した作品という意味で、横光利一の『上海』に拮抗する唯一の作品になっていた可能性があるとしている。なお、『北方行』の原稿はそのほかにも、『かめれおん日記』『光と風と夢』『山月記』にも部分的に転用されている。
『狼疾記』の線上にある形而上学的・哲学的な思索は、未完の『わが西遊記』の中の2篇（悟浄出世、悟浄歎異）にも見られ、ピュロンを思わせる懐疑派に設定している主人公の沙悟浄の懐疑や、『古譚』の1篇『文字禍』での、「文字」が意味のない単なる線の交錯に見えてくるという博士の懐疑につながっている。そしてそうした懐疑から独特のユーモアやアイロニーが発せられているのが、中島の作品の特徴や魅力でもある。
その『わが西遊記』などは、既存の古典作品の設定や登場人物を利用しつつ、私小説の「三造」物の形而上学的・哲学的な自我の不安のテーマを俯瞰的な形で客観視・劇画化したものであるが、こうした試みが中島の小説手法として確立されたのが、作品舞台の時代を遠い過去や歴史に設定した『文字禍』を含む『古譚』4篇からであった。

### 植民地への視線
中島敦は朝鮮・満州・南洋と多くの日本の外地を訪れており、朝鮮や満州での植民地体験や当時の政情・社会的状況を取り入れた作品が一高時代の習作や未完の『北方行』などに見受けられる。中島はイデオロギー的な作家ではなく左翼的志向は見出せないが、朝鮮人が日本人から受ける差別の悲哀や民族の嘆きに目を向けた新感覚派タッチの習作『巡査の居る風景』や、1927年（昭和2年）7月の大連の3つの対照的な叙景（辞任内定の満鉄総裁、夏休み中の下級満鉄社員の家族、失業中の中国人労働者・苦力）をオムニバス式に描いた未完の習作『Ｄ市七月叙景（一）』がある。
それらには冷静な目で現実をとらえようとする態度がみられ、『Ｄ市七月叙景（一）』では、3つの階層の人物像と彼らに内在する存在の不安をそれぞれの植民地生活者のアイデンティティー喪失感として描き出そうとしている。朝鮮人自身の矜持の感覚にも触れている私小説的な『虎狩』では、小学校・中学校時代の同級生で朝鮮貴族の子弟の多面性や複雑な感情を観察して描き出している。
京城中学は、朝鮮人でも地主や上流階級の子弟が通っていた学校であったため、一般的な風俗や習慣を深くは描けなかったとされるものの、『巡査のいる風景』などはその時代への鋭い問題意識の見られる作品だとされている。また、少年時代の植民地での不合理な人間洞察は、「存在の不条理性」という中島の中核的な想念の要因の一つにもなったとみられ、その点で同じく多感な時期に植民地体験のある安部公房や埴谷雄高といった、不条理性を文学テーマとした作家と通底する部分があると鷺只雄はみている。
当時の中国を舞台にした『北方行』には「張作霖爆殺事件」後の中国の政治抗争過程が詳しく綴られており、そうした同時代の近現代史の政治的事件の忠実を散りばめながら、東西の異文化が交錯する中国情勢を俯瞰し国際関係を描きうる特殊な才能が中島にはあったと三浦雅士はみている。そして、自身の自己表白の吐露ばかりが肥大化し未完のまま放棄された『北方行』は短編『狼疾記』に転じ、内面自我（狼疾）のテーマに絞られ、それを追究していくことになるが、前項でも述べたように『北方行』は大きなテーマを目睹し、当時の戦争や革命運動、民族・国家を取り混ぜつつ複雑な社会や歴史の中での自己や人間群像を描こうとしていたとみられる。
中島は非政治的な人間であったともいわれるが、川村湊は、未完の長編『北方行』の草稿や、私記『斗南先生』の作品内容から、列強（英仏独露）による中国分割の危機に警鐘を鳴らし対岸の火事ではないと唱えていた伯父・中島斗南や、満州政府にいた叔父・中島比多吉の影響を受け、中島が当時の中国の政治問題に彼ら同様コミットしようとしていたのではないかと指摘している。また陳愛香は、中島が初期の朝鮮物で描いた日本自身の中の内部批判要素を経て、伯父・斗南の論旨を「正鵠を得ている」とし大東亜共栄圏の理想（民族共同の共同主義、各民族の独自性を承認する多元主義）に共鳴するまでの軌跡には、近代西欧的な支配主義への批判的思考が貫かれているとしている。
同じ植民地でも一見平穏だった南洋の島々の体験からは、『巡査の居る風景』や『北方行』のような現地の歴史的な問題意識を照らし出したものは特に見られず、南島の現地人の分かりにくさや異文化に注目したものが主で、不可解な存在をあるがままに受け入れ、強いて解を求めない新たな視座が垣間見られる。また、現地の子供が日の丸を掲げて愛国行進曲を歌っているさまを微笑ましいものと見て皇民教育そのものは否定していないが、滞在時の日記や書簡中には、自然に暮らしている原住民に近代的文明教育を施すことへの疑問などが記され、画一化するのではなく彼らの個性の差異を尊重したい民族協同的な思考が見受けられる。
小谷汪之によれば、朝鮮人の人間像については複雑・重層的に描写される一方で、南洋の現地人の描写は月並みで表層的なものに留まっているとされる。その理由について小谷は、朝鮮物については生の体験をそのまま描いたのではなく、帰国後に取り入れた様々な知識の中で経験を文脈づけて成形したものであるのに対し、南洋滞在時の日記・書簡、随想は単にそのときの体験をそのまま書いたものにすぎないという相違があったからだとし、もしそれらを反芻し発酵させる十分な時間があったなら歴史的な広がりや奥行きのある植民地としての南洋作品が書かれたのではないかと考察している。
なお、中島は南洋滞在後半の12月に日米開戦となった太平洋戦争については、開戦直後の各所の日本の勝利の知らせには「いよいよ来るべきものが来た」と「我が海軍機」「日本の海軍機」のすばらしさを称えて喜びつつも、それ以前（10月）に視察していたトラック諸島夏島では現地民が戦争準備のため過酷な労働に従事させられている姿に同情し、「土民」を使いつぶして構わないような「為政者」の方針には否定的な考えを持っていた。
中島には戦争に対する相反する感情（自国への忠誠心と戦禍による喪失感）が共存していた様子がみられ、木村一信によれば、「中島は、戦争に対しては当時の一般の受けとめ方とほとんど同じようなとらえ方をしていた」にすぎず、反戦も非戦も唱えていなかったとされる。異母妹・澄子の回想によれば、敦は真珠湾攻撃などの戦果には喜びつつも、戦争遂行には疑問を持っていた節もあるとされ、妻タカが「戦争遂行への決意らしいこと」を述べた時にそれを「きっぱり否定した」ともされる。
戦争と文学作品は別のものだという態度を表明していた中島は、文学者の学問や知識による文化啓蒙運動も、文学の戦争協力も、文学の純粋性を損なうものとして否定し、文学が何らかの「ポスター的実用」（政治的な効用のようなもの）に供すること自体に反対する主義だということを遺作の随筆「章魚の木の下で」で書いている。こうした中島の非政治的な態度について、オクナ―深山信子は、戦時中に沈黙を守っていた谷崎潤一郎や永井荷風にも共通する審美的なものとし、花田俊典は、目下の戦争自体は受認し戦う時は兵士として戦うとながらも、文学が便乗文学・御用文学に堕することを批判した坂口安吾や小林秀雄の態度と共通するものだとしている。
別の側面から戦争の影響をみると、ミクロネシアで触れた太平洋戦争の影は、中島が「運命」と呼んだ「非条理な力を具現化したもの」でもあったため、彼の文学テーマ「人間の生の意味」「我とは何か」が戦争以前の『狼疾記』などのような形而上的な問いだけではなく、より直接的なリアルなものとして深まる転換点になったとオクナ―深山信子は指摘している。
戦争による「死と破壊」が間近になることで、中島が「一個の人間の生のむなしさ」と、「むなしいにもかかわらずに存在する美」との相互対照を感得したことが、『弟子』『李陵』などの、非条理な運命に対峙した人間の「存在の不確かさを認めざるをえない悲劇的な感覚」が満ちた後期の作品から看取され、戦争勃発により深まった世界観が、『弟子』『李陵』の登場人物たちのような「自分に与えられた生をいかに生きるか」を問い「自らの生の意義を定めていく」という実存主義的人間観の作品に生かされることになった。

### 南洋・南方への志向
パラオ南洋庁に赴任した時の見聞や、現地で行動をともにした土方久功からの伝聞など、ミクロネシア諸島を題材にした『環礁―ミクロネシヤ巡島記抄―』や民間伝承から材を得た『南島譚』といった、いわゆる南島物の作品群が生まれたが、それらは未開の土地のさまざまな人や風物を中島独特の感覚と思考で描いたものとなっている。
パラオ行きは友人の釘本久春からの斡旋という偶然的なもので、出発時前後に逡巡する気持ちもあったが、中島の蔵書にはゴーギャンのタヒチ紀行『ノア・ノア』があり、中島の歌稿「和歌ではない歌」の中にも、「ある時はゴーガンの如逞ましき野生のいのちに触ればやと思ふ」という歌があるため、何らか南島への誘われる意識や原始的なものへの関心があったと岡谷公二は指摘し、中島が以前に友人の田中西二郎から大久保康雄の小説を含む本を送られ、南洋群島を舞台にした大久保の短編（「孤独の海」などの南洋短編と推察）を読んでいた事実にも触れている。
また、『環礁』の中の1篇「真昼」では、昼の静寂の中、旅立つ前の「期待」や「新しい・きびしいものへの翹望」と反する「無為と倦怠」を感じ、自分がヨーロッパ・近代の「蒼ざめた殻」をくっつけた目で風景を見ていることを自問自答しており、『寂しい島』では子供が5歳の女の子しかいなくなった島で人類滅亡と天体の虚無を想起し、『狼疾記』の宇宙的なテーマが引き継がれている面もみられる。
中島の南方への志向は、パラオ赴任の5年前（1936年）の小笠原諸島の旅がきっかけで、旅の後に歌稿の「小笠原紀行」で100首あまりの小笠原の自然風景を綴った歌を詠んでいる。この「小笠原紀行」で形成された南洋のイメージや原風景、南洋への志向から「ツシタラの死」（『光と風と夢』）の原稿がパラオ出発前にはでき上がっていた。中島は「我の意識」への疑問という「狼疾」（自我追及に執着する傾向）に悩まされていたため、「無文字」的な未開の世界への憧れにも似たものが、彼を南方へ向わせたのではないかと見られている。
ミクロネシアの南島物を書く前の『光と風と夢』は、自身と同じく肺病を患っていたロバート・ルイス・スティーヴンソンを主人公に彼の晩年のサモア島での暮らしを描いたものである。中島はスティーヴンソンに自身を投影させ、「小説」が書物の中で最上のものであると言い切り、「何と云はれようとも、俺は俺の行き方を固執して俺の物語を書くだけのことだ」と作家としての強い自負の内面が語られ、「魅力に富んだ怪奇な物語の構成」と「巧みな話法」を持つ新たな作品への意欲が含意されている。
また作中ではサモアを植民地にしている白人たちの西欧式支配構造の横暴や傲岸さも描かれ、スティーヴンソンの理想郷とする新しい生活の目標として、「白人文明を以て一の大なる偏見と見做し、教育なき・力溢るる人々と共に闊歩し、明るい風と光との中で…」といったウォルト・ホイットマンに関わる句も掲げられているが、「ツシタラの死」から題名を変更するにあたり、この句の中の語と重なる「風と光と夢」を経てから「光と風と夢」に落ち着いたという。
その『光と風と夢』に描かれている西欧近代文明批判的なものには、日本自体の植民地政策に対する批判的なものも含まれているとする小森陽一の見方もあるが、中島が作中で「理想的な植民地」を夢見ていることも指摘されている。ドナルド・キーンは、中島がスティーヴンソンの口を借りて（スティーヴンソンが言ってもいないことも付加し）、自身の「反白人感情」や「大東亜戦争の理想」を語らせていることが『光と風と夢』の際立った特徴だとし、中島の「反西洋感情」は、中島が東洋的な真髄を描いた古代中国を舞台にした作品と一対を成しているとしている。

### 「母」の不在
中島敦の文学の形成には、幼い時の生母との別れや、2人の継母との良好でなかった母子関係が少なからず影を落とし、中島文学に執拗に現れている「存在の不確かさ」へのこだわりや「己れ」を追求し彷徨する底には、そうした存在基盤としての「母なるもの」（無条件に安心し寄りかかれるもの）の欠如感も関係しているのではないかとされている。
形而上学的な不安をテーマにした『狼疾記』の元草稿の『北方行』の方には、「母親を知らぬ少年」「継母」を持つ少年、「僕あ、オフクロを知らないんでね」という記述や、「彼に、ある一つのもの、一つの根元的なものが欠けてゐるのは明らかなんだ」という記述があるが、それを突き詰めようとしないところで中絶してしまっている。また、小説として完成していたにもかかわらず発表しなかった習作『プウルの傍で』でも、自身の投影である悩める三造は生母を知らず、そのことが深く影を落としている作品となっている。
山下真史は、それらの習作では、生母を知らないということが、世界に対する不信感を募らせて「存在の不確かさ」の観念を生じさせたことが暗示されながらも、それを十全に告白できないもどかしさの上に成り立っているとしている。そうした、生母のことを真正面から語ることを禁忌として作家的出発をした中島の傾向は、芥川龍之介が狂気の母を語ることを自ら禁じて作家的出発をしたことと共通するものが見られるとされる。

## 評価・影響・受容

### 評価
死の10か月前、初めて公の文芸雑誌に『山月記』と『文字禍』が発表された際には、「芥川龍之介の再来」という評判もあり、その3か月後に発表された『光と風と夢』は第15回芥川賞候補となった。選考は室生犀星と川端康成、久米正雄の好意的評価で、同候補の石塚友二『松風』次ぐ2番人気となり、ともに最後まで選考に残ったものの、ほかの選考委員（滝井孝作、小島政二郎、宇野浩二ら）の低評価により受賞作にはならなかった（この回は受賞作なしであった）。
川端康成は中島や石塚が受賞とならなかったことに不満を爆発させ、「前にも賞を休んだ例はあるが、今度ほどそれを遺憾に思ったことはないようである」「右の二篇（『松風』と『光と風と夢』）が芥川賞に価いしないとは、私には信じられない」とコメントを寄せた。のちに吉田健一は、「こうした新しい形式の文学を受け入れる地盤が当時の文壇にはまだなかったのだ」と語っている。
中島敦の文学的評価は、1942年（昭和17年）に33歳の短い生涯を終えたあと、遺作の『李陵』などが掲載されるにつれ高まり、戦後の1948年（昭和23年）に『中島敦全集』全3巻が筑摩書房から刊行され、翌年1949年（昭和24年）には毎日出版文化賞を受賞する。
毎日出版文化賞受賞にあたり、選考委員の吉川幸次郎・桑原武夫は、『李陵』や『山月記』の名を挙げつつ、中島の文学について芥川龍之介の亜流であるというこれまでの評価を否定し、その透明性・美しさを高く評価する書評を寄せた。プロとしての実質的な専業作家活動は死没する前の1年間にすぎなかったが、中島は「昭和十年代文学の旗手」と評価され、日本文学史上にその名を刻んだ。
作家論的には、ドナルド・キーンが自著の日本文学史の中で、作品数の少ない中島が時代を超えてもなお日本人に高く評価されているのは、その作品の根底に東洋思想の「理想」が潜んでいるからだとし、中島作品に対する高評価は、日本人の中に「中国の古典に対する郷愁」や、かつて日清戦争時の明治の日本人が「自分達が古代中国の栄光の真の後継者であると自負していた」時の東洋的理想への郷愁が、根強く現代まで存在し続けていることを示しているとみている。
三島由紀夫は、中島敦を、牧野信一、梶井基次郎とともに、「夜空に尾を引いて没した星のやうに、純粋な、コンパクトな、硬い、個性的独創的な、それ自体十分一ヶの小宇宙を成し得る作品群を残したことで、いつまでも人々の記憶に、鮮烈な残像を留めている」作家と評価し、量だけの玉石混淆の膨大な全集を残す作家よりも、中島らのように1・2冊の純粋な全集だけ残して早世した作家の方が幸せに思えるとしている。
研究面では、中村光夫が初めて中島敦を総合的に論じており、「青春と教養――中島敦について」として雑誌『批評』（1944年3月・4月合併号）に掲載された。武田泰淳「作家の狼疾――中島敦『わが西遊記』を読む」（『中国文学』1948年1月・2月合併号）とあわせて、中島敦研究に大きな影響を与え、研究史上の基本文献であるとされている。

### 社会への影響
戦後まもない頃から2020年代現在にいたるまで、中島敦の『山月記』（あるいは、『弟子』や『李陵』）は高校の国語教科書の定番教材として受容され続け、「国民文学」ともいえる位置づけとなっている。
初めて中島作品が「小説」教材として教科書に採用されたのは1950年（昭和25年）の『山月記』であるが、抄録という形で、すでに戦後の混乱期の国定教科書『中等国語』（漢文や漢詩、中国をテーマにした散文を収集したもので、編纂の中心者は石森延男）において、『弟子』が孔子に関する補助教材として採用されていた。この『弟子』の教科書採用が、のちの『山月記』の検定教科書での採用のきっかけのひとつになったとされる。また、中島敦の大学時代の友人であった釘本久春が文部省に勤めており、釘本の推薦もあったとされる。
前述したように中島没後に全集が毎日出版文化賞を受賞した。当時の同賞は用紙不足からくる「良書主義」「悪書追放運動」の一環として行われており、この受賞により『中島敦全集』は「良書」の代表として社会に受け入れられることとなった。そして、この毎日出版文化賞受賞の影響を受け、翌年の1950年（昭和25年）の検定教科書のひとつに『山月記』が初めて教材として採用されることとなる。1951年（昭和26年）には別の2社の教科書も『山月記』を取り入れ、さらに1952年（昭和27年）には実教出版の教科書が『李陵』の一部を『司馬遷』と題して収録し、『弟子』『李陵』『山月記』の3作品の教科書での掲載数が増加していった。
昭和二十六年度版学習指導要領では、高校生の読書能力を高めるための「読書指導」の重要性が強調されており、『山月記』はそのための理想的な教材として受け入れられた。他方で、中島の作品は旧来の儒学思想・漢文の保守的な伝統を引き継ぐものであるとも見られていた。そのため、民主教育の立場に立つ人々や、国語教育の新しいあり方を探ろうとしていた柳田国男・時枝誠記などの一部の教科書編者は教科書採用に肯定的ではなかった。だがGHQ関係者は、欧米におけるラテン語の位置づけとみなして、漢文の存続には理解があったとされる。
その後も『山月記』は教科書に掲載され続け、高校国語教科書においてもっとも多く採録された作品となり「国民教材」となった。そして、教育現場では『山月記』を通して生き方を反省するという道徳的な点に指導内容の重きが置かれるようになり、この点が文学研究者たちの批判を招いた。川村湊は、このように中島敦作品が教科書に掲載されつづけているのは、中島敦の作品に思い入れのある教師が多く、また教科書を通して中島敦の作品に触れた人々からも支持を受けているからだと述べている。

### 諸作品への影響
北方謙三は『三国志』や『水滸伝』などを題材にした小説を書いているが、中島敦の『李陵』からきわめて大きな影響を受けているという。阿刀田高は中島敦の作品のうち、特に短編の『文字禍』と『狐憑』に強い影響を受け、これらの小説を模倣して自身の作品を執筆したと述べている。
また、2005年（平成17年）に新潮社から刊行された辻原登の『枯葉の中の青い炎』には、表題作中に「ナカジマ」という南洋庁の役人が登場している。その他、森見登美彦、万城目学、円城塔といった作家が中島敦の作品を意識した小説を書いている。
2013年（平成25年）から漫画雑誌「ヤングエース」で連載されている漫画作品『文豪ストレイドッグス』には、中島をモデルとした同名のキャラクター「中島敦」が主人公として登場する。作中では、主人公の中島が扱う異能力「月下獣」は『山月記』から着想を得て設定されたものとなっており、また『光と風と夢』から引用した文章を主人公の中島が読み上げるシーンが登場するなど、所々にモデルの中島を想起させる内容が取り入れられている。同作の読者がこれをきっかけとして中島の作品に触れるケースも見られており、神奈川近代文学館では中島の文学世界を受容した作品として紹介されている。

## 家族・親族

### 中島家・漢学の系譜
中島家の遠祖は古く尾張中島郡を領した中島氏であるとされる。その後は京都に移りやがて江戸に来住してから、代々、日本橋新乗物町（現在の東京都中央区日本橋堀留町）で駕籠を製造販売する商家となった。中島家累代の墓は台東区元浅草四丁目の光明寺にある。
中島敦の祖父の中島家第12代当主・中島慶太郎（号は撫山）は家業を嫌い、14歳のときに儒学者・亀田鵬斎の孫弟子として鵬斎の子の亀田綾瀬の門下となり、綾瀬没後はその後継者の亀田鶯谷に師事した。のちに埼玉県南埼玉郡久喜町（現・久喜市）に漢学塾「幸魂教舎」を開いた。撫山には先妻との間に第13代当主の長男・靖（号は綽軒）がおり、亀田鶯谷門下だった綽軒も栃木に「明誼学舎」を開いた漢学者であったが、父に先立ち54歳で亡くなった。
中島敦の私記『斗南先生』で活写されている伯父・中島端（号は斗南）は、撫山と後妻との息子で実際には撫山の次男となるが、戸籍謄本上は撫山の長男として記載されている。斗南も亀田鶯谷のもとで漢学を学び、宮内翁助とともに私立中等教育機関「明倫館」の創設に携わったほか、中国問題に関する評論などを著した。斗南の下の伯父・中島竦（号は玉振）も漢学者で、善隣書院でモンゴル語・中国語を教授しつつ、中国古代文字の甲骨文字などの研究を行った人物であった。
ほかに関翊・山本開蔵・中島比多吉などの伯父・叔父がおり、みな漢学の素養を持って世に出ている。中島家では成人すると男子は「立」偏の一文字を名前とする習慣があったが、四男の開蔵からは墨守されなくなり、五男の田人からは万葉仮名風の大和言葉になった。中島家の漢学の系譜は村山吉廣により調査され、『評伝・中島敦 家学からの視点』（中央公論新社、2002年）としてまとめている。

### 主要な家族・親族
以下、その他の家族・親族も含め主要な人物を列記する。基本情報や生年没年月日の出典は。
祖父・中島慶太郎（中島撫山）
1829年5月14日（文政12年4月12日）生 - 1911年（明治44年）6月24日没
中島家第12代当主。亀田鵬斎門下の五俊秀と称され、埼玉県南埼玉郡久喜町に開いた漢学塾「幸魂教舎」の門弟は千数百人にのぼる。慶太郎の父は、中島清右衛門（良雅）。異母弟には画家の中島杉陰がいる。
先妻・紀玖との間に、長男・靖（号は綽軒）を儲け、紀玖が安政の大地震で死去した後は、後妻・きく（よし）との間に、六男四女（ふみ、端蔵、辣之助、美都、若之助、開蔵、志津、田人、比多吉、うら）を儲けた（美都は早世）。撫山の墓は神式で埼玉県久喜市の光明寺にある。
後妻・きく（敦の祖母）は、須坂の士族・亀田氏の出自。「よし」という名前だったが、結婚後「きく」と呼ばれた。撫山が亡くなった後は、このきくが幼い孫・敦の訓育を担った。この家には、先妻・紀玖の長男・靖（綽軒）の娘たち（敦の従姉ら）も住んでいた。
父・中島田人
1874年（明治7年）5月5日生 - 1945年（昭和20年）3月9日没
慶太郎ときくの五男（慶太郎にとっては六男）。
父や兄（端や竦）のもと「幸魂教舎」で学び、1902年（明治35年）5月に検定試験（漢文科）に合格し漢文科教員の免許を取得した後、兄たちの関わった「明倫館」をはじめ複数の学校で教員を務めた。田人自身は息子の敦に漢文を教えてはいなかった。
チヨと離婚した後は、実科女学校で裁縫教師をしていた紺家カツと再婚。カツの死去後は、大阪出身で幼稚園の教師をしていた飯尾コウと再婚した。カツはしまり屋で、コウは浪費家だったという。敦はコウのことを物質崇拝の「縁なき衆生」と軽蔑していた。
敦の多感なころは父子の折り合いもよくなかったとされ、2人目の継母コウがやって来た当初、父に反抗的な態度をとってひどく殴られたことなどが習作草稿の「プールの傍で」で描かれている。当時の敦の同級生・小山政憲も「中島君の家庭的な不幸は誰でもよく知っていた」と語っている。
しかしながら、コウの死去後、敦の病没の直前には漢籍について家で話すなど関係が改善していたという。田人は敦に他人行儀な接し方をしていたが、敦が自慢の種で他の者にはいつも「敦は、敦は」と子煩悩な面を見せていた。敦の死後はすっかり意気消沈し、吾子を失った悲しみの歌を残している。
母・チヨ
1885年（明治18年）11月23日生 - 1921年（大正10年）7月3日没
旧姓名は岡崎千代子。実家は東京市四谷区箪笥町で、岡崎勝太郎、きの夫妻の長女として生まれた。岡崎家は、元は小さな旗本だったという。チヨは元小学校教員の大変な才女で、敦の優秀さは中島の家系のみではないとも言われている。敦を背中に背負ったまま義父・撫山の漢籍の素読を聞いていたという話も残っている。
田人との離婚の原因は家事が不得手だったからとも、チヨに不貞があったからとも言われる。離婚後も復縁を望み、田人も許していたが、敦の伯母・志津や伯父・斗南の反対で叶わなかった。のちに桜庭進平と再婚し幸雄を儲ける。
敦12歳の年、敦の写真を抱いて病死したという。その写真は、敦の従兄・盛彦（叔母・うらの息子）が撮ったもので、チヨが病気になった時に頼まれて送ったという。母・きのの家（四谷区左門町）で亡くなったチヨの墓は港区の高徳寺にある。
敦の6歳年下の異父弟にあたる桜庭幸雄は詩人で、NHKを定年退職後、若いころから書き溜めていた作品を纏めた詩集3冊や俳句集を出版した。幸雄の次男の顔は敦に似ているという。
異母妹・澄子
1923年（大正12年）3月11日生 - 2021年（令和3年）12月15日没
父・田人と継母・カツの長女。カツは澄子を産んで間もなく肺炎で亡くなったため、当時京城にいた敦の従姉・婉（綽軒の長女）がしばらく世話をし、その後に伯母・志津が来て澄子が歩き始めるまで世話をしたという。
共立女子専門学校を卒業し、長く高校の家庭科の先生として務めた。折原氏と結婚し、一を儲ける。敦の甥に当たる、この折原一は小説家である。澄子は兄・敦の死後に、回想文として「兄と私」（1976年の筑摩書房版『中島敦全集 第一巻』月報1）や、「兄のこと」（1989年の田鍋幸信著『中島敦・光と影』）、「兄敦の思い出」（2009年久喜・中島敦の会『中島敦と私――中島敦生誕100年記念』）を記している。
伯父・靖（中島綽軒）
1852年10月27日（嘉永5年9月14日）生 - 1906年（明治39年）6月19日没
慶太郎と紀玖の長男で中島家の第13代当主。結婚し一男五女（婉、賾臣、那都、春中、緒留、彌生）を儲ける。
敦は浜松や京城にいたころ、近所にいた綽軒の長女・婉（敦の従姉）の一家と交流し、婉の二女の長根翠（敦の3歳下）や、翠の友人・藤井とし子と親しくしていた。敦が京城龍山地区の青葉町の長屋で伯母・志津と住んでいたころは、婉一家も同じ長屋にいた。藤井とし子は結婚後に猪原とし子となり、1979年（昭和54年）に出版した随筆集『あかしや』の中で「中島敦さんの事」という随想文を掲載している。
綽軒の孫に当たる中島家第15代当主の甲臣（14代当主の賾臣の息子）は北海道大学を卒業し北大で数学の教授を務めた。定年退職後は北海道武蔵女子短期大学に移り、1988年（昭和63年）に「中島敦・覚え書――行為と思索」という論文を発表した。
伯母・ふみ
1857年6月19日（安政4年5月28日）生 - 1943年（昭和18年）2月18日没
慶太郎ときくの長女。「婦美」とも書く。医師の河野氏と結婚し一男をもうける。夫と死別し、九州大学医学部に進学した長男も敗血症でなくなったため、久喜市の実家で暮らしていた。
幼かった敦はこの伯母に育てられた。敦は自身が亡くなる1942年（昭和17年）にも「河野の伯母」と呼んで慕い、「本当に良い伯母様だったなあ」と会いたがっていた。
伯父・端（中島斗南）
1859年2月28日（安政6年1月26日）生 - 1930年（昭和5年）6月13日没
幼名は端蔵。慶太郎ときくの長男（慶太郎にとっては次男）。生涯独身。俊才ながらも奇人的な人となりは敦の私記作品『斗南先生』で描かれている。外交問題を研究するため中国大陸にもしばしば単独で渡り、羅振玉や汪康年らと意見交換などしていた。
『支那分割の運命』という「我に後来白人を東亜より駆逐せんの絶大理想あり」「我は進んで支那民族分割の運命を挽回せんのみ。四万々生霊を水火塗炭の中に救はんのみ」と述べている著書を1912年10月に政教社から刊行。死後は、遺稿詩文集『斗南存稾』が弟伯父・中島竦の編纂で文求堂書店から1932年10月1日に刊行された。漢詩文のほか、30歳のときには小説も書き、「肌香夢史（はだかむし）」という筆名で『野路乃村雨』という作品を出版したこともあった。
成人した男兄弟の中、斗南だけが久喜市の実家に残っていたため、幼い頃に預けられた敦の面倒を見て、敦のことを甥の中で一番気に入り信頼・期待していた。敦は多くの親戚からこの斗南伯父の気質に似ていると言われ、特に年上の従姉妹から「やかまの伯父」（斗南はやかましいため、甥姪たちからそう呼ばれていた）のようにならなければいいが、と会うたびに言われていた。
伯父・竦（中島玉振）
1861年6月29日（文久元年5月22日）生 - 1940年（昭和15年）6月11日没
幼名は辣之助。慶太郎ときくの次男（慶太郎にとっては三男）。生涯独身。甥姪たちから「お髭の伯父」と呼ばれ、中島斗南とは違った趣を持つ人物として『斗南先生』の中で少し描かれるが、「（2人の伯父は）共に童貞にだけしか見られない浄らかさを持って」と書かれている。
髪を牛若丸のように結い、二尺（60センチ）近くの長い白髯をたくわえていた物静かな人物。敦はこの玉振伯父と親しく、将棋を指すために伯父の家に数日間滞在することもあったという。敦の次男・格の名付け親も竦であった。
伯父・翊（関翊）
1866年1月21日（慶応元年12月5日）生 - 1953年（昭和28年）8月18日没
「たすく」と読む。幼名は若之助。慶太郎ときくの三男（慶太郎にとっては四男）。師範学校を卒業後し小学校教師を経て、プロテスタント派の牧師となった。旧幕臣・関巳吉の娘（次女）と結婚し養子縁組で「関」姓となり二男（正献、正通）を儲ける。関翊は『斗南先生』の中で「渋谷の伯父」として出てくる。
関翊の一家は渋谷の岡本武尚邸（岡本貫一邸内の分家）に一緒に住んでいた。岡本武尚の母・育子（岡本貫一の妻）が元々関家の2人姉妹の長女（関巳吉の長女）だったため親戚関係があった。
伯父・開蔵（山本開蔵）
1868年3月8日（明治元年2月15日）生 - 1958年（昭和33年）4月18日没
慶太郎ときくの四男（慶太郎にとっては五男）。3歳のときに久喜市の山本家の養子となった。帝国大学工科大学を卒業後海軍省に入り、のちに技術中将となった。結婚し二男五女（操子、愛子、順子、洸、淑子、泱、紀子）を儲ける。
開蔵は『斗南先生』の中で「洗足の伯父」として登場し、「圭吉」として名前が出てくる同学年の従兄は開蔵の次男・決のことだという。開蔵は皮膚癌で亡くなったとされる。
伯母・志津
1871年5月28日（明治4年4月10日）生 - 1958年（昭和33年）8月20日没
慶太郎ときくの次女。浦和高等女学校の国語教師として勤務した。1度結婚したが1日だけで帰ってきて以来独身。1925年（大正14年）ごろは京城女学校に勤務。
敦の1人目の継母・カツが亡くなり、赤ん坊の澄子の世話のため京城に来て、その後淑明高女に勤務したが、そこで志津に対する排斥運動が起ったという。敦は京城中学時代、父の大連転勤の際、京城に住む志津の家（長屋）に寄寓したことがある。
敦は志津を「浦和の伯母」と呼び、志津に借りているお金を毎月50円ずつ返済していることが1941年（昭和16年）の父への書簡に記されている。これは、2人目の継母コウが浪費し呉服店などの支払いを滞らせていたため、敦が工面し伯母から借りたものだったという。
叔父・比多吉
1876年（明治9年）11月23日生 - 1948年（昭和23年）12月4日没
「ひたき」と読む。慶太郎ときくの六男（慶太郎にとっては七男）。結婚し二男五女（褧子、美恵子、美奈子、元夫、吉夫、都佐子、文子）を儲ける。東京外国語学校支那語科を卒業し、早稲田大学の講師となったあと清国保定府の警務学堂に招聘され中国大陸に渡った。
日露戦争では特別任務班の一員として奉天北方虎石台附近の鉄道爆破に参加し満州総司令部付に出世した。のち陸軍で中国語の翻訳・通訳を担当し、満州政府では中枢官僚として勤務。皇帝溥儀の側近となり溥儀の日本訪問にも同行した。1932年（昭和7年）ごろには旅順にいた。
敦は、比多吉の長女で2歳年下の褧子と親しく、はっきり結婚の約束はしていなかったが互いに愛情を持っていた。比多吉の縁故で敦も教員退職後の就職先として満州に行く話もあったが、寒地での勤務に耐えられそうにないと敦は断っている。比多吉は晩年に結核になったという。
叔母・うら
1880年（明治13年）11月8日生 - 1981年（昭和56年）3月24日没
慶太郎ときくの三女。久喜近在の東村（現・加須市）の地主の塚本氏と結婚し一男（盛彦）を儲ける。夫は息子が3歳の時に死亡。姑や小姑と不仲で月に一度は息子を連れ久喜市に帰っていた。亡夫の弟との再婚を勧められ断髪して拒否したという。
敦より6歳年上の従兄の盛彦は、敦が父（田人）のいる朝鮮に渡る際に1人では不安とのことで、夏休みを利用し敦に付き添った。敦が幼いころは久喜市の家でよく遊び、田人と敦と一緒に上野動物園に行った時には、敦の実母・チヨとその母に会ったことがある。盛彦がカメラ好きだったことから、チヨは自身の死期が迫ってきた時期に、敦の写真を送ってくれと盛彦に依頼した。盛彦は1931年（昭和6年）から30年間ほどNHKに勤務した。
妻・タカ
1909年（明治42年）11月11日生 - 1984年（昭和59年）10月2日没
旧姓は橋本。郷里は愛知県碧海郡依佐美村字高棚新池。農業の父・橋本辰次郎の三女。叔母に育てられ、高等小学校を卒業後は、従兄の和田義次（叔母の息子）を頼って15歳で上京。麻雀荘で店員をしていた22歳のときに、同い年で東京帝国大学在学中の敦と出会い、その1週間後に敦にいきなり抱かれ結婚を申し込まれた。
しかし敦は当時タカの同僚・パン子とも交際し、タカも従兄・義次との縁談があった。敦は義次宛てに、タカを与えてほしいと長文の手紙を出し懇願するが、タカの叔母（義次の母親）はこの手紙を持って久喜の中島本家に押しかけて300円を受け取った。敦の父・田人や中島家も学生結婚に反対した。そのためタカはいったん実家の愛知県に戻って敦の卒業を待つが、その間タカは敦の子を身ごもり、その地で長男・桓を出産。
その後タカは子連れで上京するが、横浜高女の教員になっていた敦は「東京へくること。勿論よい。が横浜はよそう」と同居を拒否。タカは桓をかかえ、杉並堀之内、自由ヶ丘、緑ヶ丘と東京の下宿を転々とする生活を送り、上京してから1年半後、ようやく敦は横浜市中区本郷町で妻子と同居を始めた。敦がタカを拒否した理由は定かではないが、森田誠吾は敦にほかの女性（従妹）との付き合いがあったことをあげ。タカの回想文の中にも敦が従妹や女性徒などに好意を持っていたことや、晩年に中島が彼女らの手紙を整理して焼いたことが書かれている。
タカは敦との間に、桓（1933年4月28日生 - ）、正子（1937年1月11日生 - 同年1月13日没）、格（1940年1月31日生 - ）の二男一女を儲けるが正子は夭折。長男・桓の命名は「勇ましく、強いこと」の意味を込め、「桓武天皇」の「桓」の字から敦自身が付けた。次男・格の命名は伯父の玉振が付けた。
タカも敦の死後に回想文「思い出すことなど」を書いている。敦の友人らによると、タカは世話女房の母性的な女性だったという。
長男・桓
1933年（昭和8年）4月28日生 -
文治堂書店版の『中島敦全集』の編集委員に参加している。

## 略年譜
- 1909年5月5日 - 東京市四谷区箪笥町59番地（現・東京都新宿区四谷三栄町）に、父・中島田人、母・チヨの長男として生誕[25] [6]。
- 1910年（1歳） - 2月の父母の離婚により（正式な届出は1914年2月）、父と別れてしばらく母のもとで養育される[6]。
- 1911年（2歳）
  - 6月24日 - 父方の祖父・中島撫山（慶太郎）が逝去（享年83）[6]。
  - 8月 - 父の郷里の埼玉県南埼玉郡久喜町大字久喜新469番地1（現・埼玉県久喜市）に住む祖母、伯母たちのもとに引き取られる（5歳まで養育）[25][6]。
- 1914年（5歳） - 父親が2月に、実科女学校で裁縫教師をしていた紺家カツと再婚[25][6][20]。
- 1915年（6歳）
  - 3月 - 父のいる奈良県生駒郡郡山町に引き取られる[25]。
- 1916年（7歳）
  - 4月 - 奈良県郡山男子尋常小学校に入学[25]。学年末に優秀賞を授与される[6]。この好成績は小学校在学中ずっと維持[6]。
- 1918年（9歳）
  - 7月 - 5月の父親の転勤により、第3学年1学期修了と同時に静岡県浜松市に移り、県立浜松西尋常小学校に転入[25][6]。
- 1920年（11歳）
  - 9月 - 父親の転勤により朝鮮京城に移り、第5学年2学期から京城府龍山公立尋常小学校に転入[25][6]。
- 1922年（13歳）
  - 4月 - 朝鮮京城府公立京城中学校に入学[6]。同級に湯浅克衛、小山政憲がいた[6]。
- 1923年（14歳）
  - 3月 - 異母妹・澄子が11日に出生[25]。その5日後の16日に継母カツ死去[25][6]。
- 1924年（15歳）
  - 4月 - 父親が飯尾コウと再婚（入籍は翌年6月）[25][6]。
- 1925年（16歳）
  - 10月 - 父親が関東庁立大連中学の勤務となり、敦は伯母・志津（京城女学校に勤務）の家に移り住む[6]。この年の初夏、満州に修学旅行[6]。
- 1926年（17歳）
  - 1月 - 三つ子の異母弟妹（敬・敏・睦子）が誕生[5][6]。しかしながら、同年8月に敬、10月に敏が相次ぎ死去[6]。
  - 4月 - 京城中学校4年を修了したあと、敦は東京市に移り第一高等学校文科甲類に入学[25][5]。寄宿舎和寮5番に入る[6]。
- 1927年（18歳）
  - 4月 - 春に伊豆下田に旅行。寄宿舎明寮6番に移り隣室の氷上英廣と知り合う[6]。
  - 8月 - 大連に帰省中に肋膜炎に罹り、そのまま満鉄病院に入院し、1年間休学となる[25]。その間、別府の満鉄療養所に移り、その後千葉県の保田あたりに転地療養[6]。
  - 11月 - 『校友会雑誌』に投稿した「下田の女」が掲載される[5][6]。
- 1928年（19歳）
  - 4月 - 寮を出て、伯父・関翊（若之助）の知り合いの渋谷町の弁護士・岡本武尚邸（岡本貫一邸内）に寄寓し、そこの息子・武夫を通じて田中西二郎と知り合う[6][60]。
  - 11月 - 『校友会雑誌』に「ある生活」「喧嘩」が掲載される[5][6]。
- 1929年（20歳）
  - 4月 - 文芸部委員となり『校友会雑誌』編集に参加。この年の夏に岡本邸を出て、芝の同潤会アパートに移る[6]。
  - 6月 - 『校友会雑誌』に「蕨・竹・老人」「巡査の居る風景―一九二三年の一つのスケッチ」を「短篇二つ」として発表[6]。
  - 秋 - 氷上英廣、吉田精一、釘本久春らとともに季刊同人誌『しむぽしおん』（翌年夏まで4冊発行）をおこす[5][6]。
- 1930年（21歳）
  - 1月 - 『校友会雑誌』に「Ｄ市七月叙景(1)」を発表[6]。
  - 3月 - 第一高等学校を卒業。9日に三つ子の妹・睦子が大連で病死（享年4）[6]。
  - 4月 - 東京帝国大学国文学科に入学[25][6]。
  - 6月13日 - 伯父・中島端（斗南先生）が山本開蔵（5番目の伯父）宅で逝去（享年78）[6]。この年、本郷区西片町の第一・三陽館に移る[6]。このころから夏休みを中心に、永井荷風や谷崎潤一郎の全作品を読む[246][6]。
- 1931年（22歳）
  - 3月 - 麻雀荘で働いていた橋本タカと初めて会う。父・田人が中島家の家督相続人となる[6]。
  - 10月 - 大連の中学校を退職した父親が東京に戻ったため、荏原郡駒沢町大字上馬の借家で父母と同居する[6]。この年から翌春にかけ、卒論準備として上田敏、森鷗外、正岡子規の全集を読む[6]。
- 1932年（23歳）
  - 春 - 橋本タカとの結婚話が固まる[6]。
  - 8月 - 旅順にいる叔父の中島比多吉を頼り、南満州・中国北部を旅行[6]。習作「プウルの傍で」の題材となる[10]。
  - 秋 - 朝日新聞社の入社試験を受けるが第2次の身体検査で不合格となる[6]。11月に卒業論文「耽美派の研究」を書き上げ提出[25][6]。この年、「療養所にて」という短編を試みるが完成しなかったとされる[6]。
- 1933年（24歳）
  - 1月 - 祖父・撫山の著書『演孔堂詩文』（私家版、1931年刊） と、伯父・斗南の遺稿詩文集『斗南存稾』（中島竦編纂、文求堂書店、1932年10月刊）を東京帝国大学附属図書館に寄贈[6]。
  - 3月 - 東京帝国大学文学部国文科を卒業[25][6]。
  - 4月 - 同大学大学院に進む[25]。研究テーマは「森鷗外の研究」[25][6]。同月、私立横浜高等女学校（現：横浜学園高等学校）に国語と英語の教師として赴任し[25][6]、横浜市中区長者町のモンアパートに単身で移る（5月からは山下町へ移る）[6]。父母は世田谷区世田谷1-124に転居[6]。
  - 4月28日 - 長男・桓が橋本タカの郷里・愛知県碧海郡依佐美村で出生（届出は12月）[25][6]。命名は「桓武天皇」の「桓」の字と同じで中島自身が付けた[244]。
  - 6月 - 3年前逝去した伯父・中島端を題材にした「斗南先生」を脱稿[6]。このころから「北方行」が執筆開始。秋には文芸研究会創設に参画[6]。
  - 8月 - 沢村寅二郎教授の下訳として、D・H・ローレンスの『息子と恋人たち』を木村行雄らと分担翻訳する（刊行はならず）[6]。
  - 12月11日 - 橋本タカと入籍[25][6]。11月には妻子が上京し、杉並区堀ノ内の佐々木方に住まわせる[6]。

- 1934年（25歳）

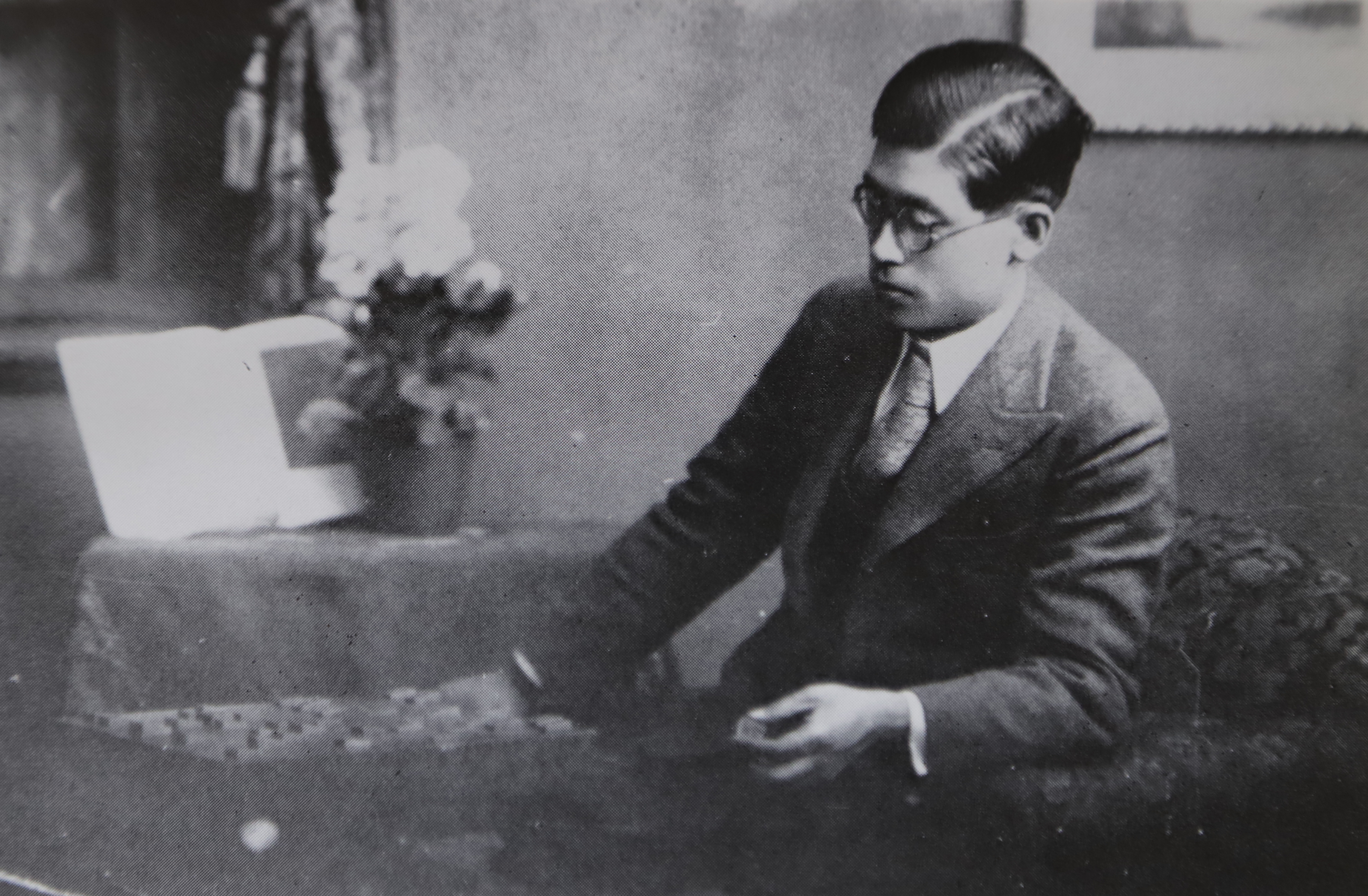
1934年2月に撮影された中島敦

  - 3月 - 大学院を中退[25]。中区柏葉の市営アパートに移る[6]。
  - 7月 - 雑誌『中央公論』の懸賞募集に応募した「虎狩」が選外佳作と発表される[6]。
  - 9月 - 激しい喘息発作により生命の危機にさらされる[25][6]。
- 1935年（26歳）
  - 4月 - 釘本久春を介して、京城中学の1年後輩の三好四郎と知り合う[6]。
  - 6月 - 横浜市中区本郷町3丁目247番地の借家に初めて一家を構え、妻子と同居する[6]。この年、ラテン語、ギリシャ語を独習し、同僚らとパスカル『パンセ』の講読会を持つ[6]。ガーネット、列子、荘子などを読む[6]。
- 1936年（27歳）
  - 3月 - 小笠原に旅行[6]。歌稿「小笠原紀行」の原形や「ツシタラの死」（光と風と夢）の背景地のヒントになる[6][2]。
  - 4月 - 25日に継母コウが死去。このころ、ピアノやヴァイオリンなどのさまざまな演奏会（シモン・ゴールドベルクやジャック・ティボーなど）を聴きに行き[6]、歌稿「Mes Virtuoses（My Virtuosi）」の原形となる[6]。
  - 6月 - 釘本久春、三好四郎の尽力により深田久弥と知り合い鎌倉の深田宅を訪問する[6]。同月には、第一回修養会で「支那の話」を全校生徒に講演[6]。
  - 8月 - 三好四郎と中国（上海、杭州、蘇州など）に旅行[5][6]。歌稿「朱塔」の原形となる[6]。この年、アナトール・フランス、ラフカディオ・ハーン、カフカ、オルダス・ハクスリー、ゲーテなどを読む[6]。
- 1937年（28歳）
  - 1月 - 長女・正子が11日に出生するが、13日に夭折[25][6]。
  - 11月から12月にかけて歌稿となる「和歌でない歌」などを含めた和歌500首を作る[5][6]。この年、知友の出征などが続く中、草花づくりに熱中する[6]。
- 1939年（30歳）
  - 7月 - オルダス・ハクスリーの「スピノザの虫」を翻訳[5][6]。この年から喘息の発作がさらに激しくなり、その間に漢詩などを作る[6]。横浜では小菅医院に通院していた[29]。
- 1940年（31歳）
  - 1月31日 - 次男・格（のぼる）が出生[25]。命名は伯父・中島竦[6]。この頃から、アッシリアや古代エジプトの歴史を勉強しプラトンのほぼ全著作を読む[5]。
  - 6月11日 - 伯父・中島竦が逝去（享年79）[6]。夏ごろ、スティーヴンソンの作品や伝記を読む。この年も喘息の発作がますますひどくなり、暮れごろから週1、2回の勤務となる[5]。
- 1941年（32歳）
  - 3月 - 転地療養と文学に専念するため横浜高女を休職[25][6]。学校からの要請により代わりに父・中島田人が勤務[6]。
  - 6月 - 釘本久春の斡旋で5月末に南洋庁の就職話が持ち上がり正式に確定。国語教科書の編修書記としてパラオに赴任決定[25]。これに伴い横浜高等女学校は辞職[25]。タカと子供たちは世田谷に住む田人の家に移る[247]。赴任前、深田久弥に「ツシタラの死」（のちの「光と風と夢」）、「古譚」などの原稿を預け[25][6]、祖父・撫山没後30年祭のため埼玉県久喜の中島家に行く[6]。
  - 7月 - パラオ着[6]。植民地用の国語教科書作成の準備・調査に携わるが、アメーバ赤痢に罹る[6]。
  - 8月 - 下旬から9月初めまでデング熱に罹る[6]。
  - 9月-11月 - 近隣諸島をめぐり公学校を訪問する第1回長期出張旅行[6]。
  - 11月-12月 - 第2回長期出張旅行[6]。この間、11月19日に「高等学校高等科教員無試験検定合格」の教員免許状（国語）が下りる[6]。12月8日に日米開戦のラジオ放送を聴く[6]。喘息発作のため激務に適しないとして「内地勤務」を希望する申告書を31日に提出[6]。
- 1942年（33歳）
  - 1月 - 同月から2月にかけ、土方久功とともにパラオ本島一周の第3回長期出張旅行[6]。
  - 2月 - 「古譚」の名で「山月記」と「文字禍」の2篇が『文學界』に掲載される[25]。
  - 3月 - 東京出張の許可が出て、土方久功とともに帰国[119][6]。妻子の待つ世田谷の父・田人の家に戻り療養するも、気候激変で激しい喘息と気管支カタルを発し、同区の岡田医院（現・世田谷中央病院）で診察治療を受ける[124][6]。
  - 5月 - 「光と風と夢――五河荘日記抄」を『文學界』に発表、第15回（昭和17年度上半期）芥川賞候補となる[25][6]。同月、「悟浄出世」を完成させ、「弟子」を執筆[6]。筑摩書房の古田晁、中央公論社の杉森久英が来訪し、作品集出版の勧めを受ける[6][128]。この月、健康のために横浜へ帰り住むべく知友に家探しを依頼[6]。
  - 7月 - 7日に第一創作集『光と風と夢』を筑摩書房より刊行[6][248]。
  - 8月 - 南洋庁に辞表を提出（南洋庁から正式に辞令が下ったのは9月7日付）[130][6]。専業作家生活に入る[6]。
  - 9月 - 第二創作集のための原稿を出版社（今日の問題社）に渡す。
  - 10月 - 「李陵」「名人伝」を執筆[6]。
  - 11月 - 15日に第二創作集『南島譚』を今日の問題社より刊行。同時期、心臓の衰弱が激しくなり世田谷の岡田医院に入院[249][6]。
  - 12月4日 - 気管支喘息で午前6時に死去[6]。33歳没。6日の午後2時から神式の葬儀、多摩墓地に埋葬される[6]。「名人伝」が『文庫』に掲載[6]。
- 1943年
  - 1月 - 遺稿のエッセイ「章魚の木の下で」が『新創作』に掲載[6]。
  - 2月 - 遺作の「弟子」が『中央公論』に掲載[6]。
  - 7月 - 深田久弥の命名による遺作「李陵」が『文學界』に掲載[6]。
- 1944年
  - 8月 - 盧錫台による中国語訳で上海の太平出版公司から『李陵』が刊行[6]。
- 1949年 - 『中島敦全集』（筑摩書房出版）が第3回毎日出版文化賞を受賞[6]。
- 1993年 -
  - 1月 - 元日に、当時の日本における著作権法下で作者の没50年が経過し、作者の著作権が消滅しパブリックドメインとなった。

## 作品一覧
現在、作品は日本国内において著作権法の保護期間が50年だった時代に著者の没50年が経過し、パブリックドメインとなっている。
個別の作品記事については、「かめれおん日記」、「狼疾記」、「山月記」、「文字禍」、「わが西遊記」（悟浄出世、悟浄歎異―沙門悟浄の手記―）、「環礁―ミクロネシヤ巡島記抄―」、「牛人」、「名人伝」、「弟子」、および「李陵」も参照
以下に記す表において、基本情報の出典は。
| 総称           | 作品名                                       | 脱稿・初出年月 | 説明・備考 |
| -------------- | -------------------------------------------- | --- | --- |
|                | 斗南先生                                     | 1933年9月16日脱稿 | 中島敦自身を投影した「三造」の目を通して伯父・中島端について記録した作品。 もう一人の伯父・中島竦のことにも触れられている。 |
| 虎狩           | 1934年2月頃脱稿                              | 京城中学校の生徒である「私」が、両班出身の朝鮮人同級生に誘われて虎狩りに行く。 1934年7月に『中央公論』の懸賞に応募し選外佳作となった作品。 | |
| 過去帳         | かめれおん日記                               | 1936年12月26日第1稿脱稿 1938年-1939年完成稿執筆 | 教師の「私」が生徒から預かったカメレオンを飼育しつつ様々に想起する作品。 |
| 過去帳         | 狼疾記                                       | 1936年11月10日第1稿脱稿 1938年-1939年完成稿執筆 | 「三造」を主人公にした形而上学的な不安や宇宙の虚無を題材にした作品。 未完の習作「北方行」の一部を転用している。 |
| 古譚           | 狐憑                                         | 1941年4月頃脱稿 | 紀元前8世紀ごろの未開人種スキタイの部落を舞台にした作品。 何かが憑依したかのように様々な面白い話を物語り聴衆を虜にする1人の村人が長老に煙たがられ、その憑きものが落ちたとたん部落にとって有害無益の存在として処刑され皆に食われてしまう話。 詩人（芸術家）の存在と社会との関係性を寓意した作品。                                      |
| 古譚           | 木乃伊                                       | 1941年4月頃脱稿 | 紀元前525年のエジプトを舞台にした作品。 古い地下室でミイラの顔を凝視するうち、それが自身の前世だと悟ったペルシャ将士が過去世、そのまた前々世の想念を思い出し、合わせ鏡のように無限で不気味な記憶の連続に囚われ発狂する話。 自意識の呪縛が描かれ、自己の対象化を身体というモチーフによって試みる中島敦の独自性が現れている作品の一つ。 |
| 古譚           | 山月記                                       | 1941年4月頃脱稿 1942年2月『文學界』掲載 | 唐代の小説『人虎伝』を基に、詩人になれなかった男が虎に変身してしまう姿を描く。 |
| 古譚           | 文字禍                                       | 1941年4月頃脱稿 1942年2月『文學界』掲載 | アッシリヤの博士が大王に命じられて「文字の霊」を探すという内容である。 |
|                | 光と風と夢                                   | 1941年1月末までに脱稿 1942年5月『文學界』掲載 | イギリスの作家、ロバート・ルイス・スティーヴンソンのサモアでの晩年の暮らしを題材とする。 第15回芥川賞候補作。 初出時は副題付きで「光と風と夢――五河荘日記抄」。原題は「ツシタラの死――五河荘日記抄」 |
| わが西遊記     | 悟浄出世                                     | 1941年5月から執筆開始 1942年5月頃脱稿 | 執筆中、「ファウストやツァラトゥストラなど、余り立派すぎる見本が目の前にあるので、却って巧く行きません」と語り、「僕のファウストにする」という意気込みで書かれたもの。 |
| わが西遊記     | 悟浄歎異 ―沙門悟浄の手記―                    | 1939年1月15日原形脱稿 (原稿33枚中32枚目まで) のち日付に赤の抹消線 | 「悟浄出世」と同様、未完作「わが西遊記」の中の一篇。こちらは結末部に当たる。 |
| 南島譚         | 幸福                                         | 1942年8月中には完成 | パラオにいる長老とその下男を主人公にした作品で、現実世界の幸福・不幸が夢の中で逆転する話。 オルワンガル島の古伝説という体裁になっているが基は『列子』が題材となっている。 |
| 南島譚         | 夫婦                                         | 1942年8月中には完成 | パラオのガクウオ部落に住む夫婦の愛憎をめぐる作品。 島に伝わる神話と伝説が基になっている。 |
| 南島譚         | 雞                                           | 1942年8月中には完成 | パラオの民俗を研究している「私」を主人公にした作品。 土方久功の日記が基になっている。 |
| 環礁           | 寂しい島                                     | 1942年8月中には完成 | パラオ島の印象などを記した作品。 |
| 環礁           | 夾竹桃の家の女                               | 1942年8月中には完成 | 上半身裸体で赤ん坊を抱いていた艶っぽい島民の女について記した作品。 |
| 環礁           | ナポレオン                                   | 1942年8月中には完成 | 不良少年ナポレオンについて記した作品。 |
| 環礁           | 真昼                                         | 1942年8月中には完成 | ミクロネシアにおける文明人の自分の目線について思いを巡らす随想的作品。 |
| 環礁           | マリヤン                                     | 1942年8月中には完成 | 島民の女マリヤンについて記した小説的な作品。 |
| 環礁           | 風物抄                                       | 1942年8月中には完成 | クサイ、ヤルート、ポナペ、トラック、ロタ、サイパンの見聞録。 |
| 古俗           | 盈虚                                         | 1941年4月頃脱稿と推察 1942年7月『政界往来』掲載 | 『春秋左氏伝』を素材に、衛の壮公の破滅を描く。 初出時の原題は「或る古代人の半生」。 |
| 古俗           | 牛人                                         | 1941年4月頃脱稿と推察 1942年7月『政界往来』掲載 | 『春秋左氏伝』を素材に、魯の大夫・叔孫豹の餓死を描いた作品。 「盈虚」「牛人」2篇からなる「古俗」は、元々は「古譚」4篇と同じ系列で「古譚」6篇だったのではないかと推察されている。 |
|                | 名人伝                                       | 1942年9月以降執筆 1942年12月『文庫』掲載 | 『列子』の記事を基に、射術の名人が老荘的な理想の境地に達するさまを描く。絶筆。 |
| 弟子           | 1942年6月24日脱稿 1943年2月『中央公論』掲載  | 子路が孔子に弟子入りし、政変で劇的な死を遂げるまでの30年間の師弟関係を描いた作品。没後発表作。 | |
| 李陵           | 1942年10月脱稿 1943年7月『文學界』掲載       | 『漢書』の列伝を素材に、匈奴と戦い捕虜となった李陵や、彼を擁護した司馬遷の運命が描かれる。没後発表作で、深田久弥が遺稿に最も無難な題名を選び、「李陵」と命名した。中島自身が書き残したメモには「漠北悲歌」の語があるが、その字を消してある部分も同時に見えるため断定しにくく、無難な「李陵」となったのではないかとされている。 初出や初単行本では、挿入部2か所の原稿脱落があり。完全翻刻のものは文治堂書店版の全集からとなる。また、2012年からは山下真史や村田秀明によって、敦自身が書籍化した場合の本文が検討され、註釈付きで書籍化され注目を集めた。 | |
| 章魚の木の下で | 1942年11月執筆と推察 1943年1月『新創作』掲載 | パラオの南洋群島で暮らしていた時に感じた戦争と文学についての短い感想文（随筆）。没後発表作。 | |

| 種目             | 作品名                                                             | 脱稿・初出年月                                                        | 説明・備考 |
| ---------------- | ------------------------------------------------------------------ | --------------------------------------------------------------------- | --- |
| 習作I （学生時） | 下田の女                                                           | 1927年11月 『校友会雑誌』第313号掲載                                  | 同年春に旅した伊豆下田の体験を基にした作品。 |
| 習作I （学生時） | ある生活                                                           | 1928年11月 『校友会雑誌』第319号掲載                                  | 元来は「女」「喧嘩」と併せた3篇として投稿された。だが「女」は編集委員から難点があるとして棄てられ、「ある生活」「喧嘩」だけが掲載された。                                |
| 習作I （学生時） | 喧嘩                                                               | 1928年11月 『校友会雑誌』第319号掲載                                  | 元来は「女」「喧嘩」と併せた3篇として投稿された。だが「女」は編集委員から難点があるとして棄てられ、「ある生活」「喧嘩」だけが掲載された。                                |
| 習作I （学生時） | 蕨・竹・老人                                                       | 1929年6月 『校友会雑誌』第322号掲載                                   | 「巡査の居る風景」と併せて2篇として投稿。 |
| 習作I （学生時） | 巡査の居る風景                                                     | 1929年6月 『校友会雑誌』第322号掲載                                   | 副題の付いた正式タイトルは「巡査の居る風景――1923年の一つのスケッチ――」。 この作品のみだと「左翼のように思われる」ため、毒消しとして「蕨・竹・老人」と併せて投稿された。  |
| 習作I （学生時） | D市七月叙景（一）                                                  | 1930年1月 『校友会雑誌』第325号掲載                                   | （二）（三）と書き継ぐ予定であったが、未完に終わった。 |
| 習作II           | 北方行                                                             | 1933年頃-1937年執筆（未完） 1948年5月 『表現』第2・春季号掲載（抜粋） | 大学生の「黒木三造」が1930年代の中国を旅する。 |
| 習作II           | プウルの傍で                                                       | 1932年8月頃執筆                                                       | 主人公「三造」が満州旅行の帰途、8年ぶりに母校の京城の中学校を訪れ、その光景から昔の思春期を思い出す作品。                                                                |
| 習作II           | 無題                                                               | 1935年3月以降執筆                                                     | 「無題」と題された日常混沌の雑然とした教員生活を描いた作品で、「かめれおん日記」の前駆的なもの。                                                                         |
| 歌稿 その他      | 和歌でない歌                                                       | 1937年11月・12月執筆 1947年4月 『藝術』第3号掲載（抜粋）              | 歌集。「遍歴」「憐れみ讚ふるの歌」「石とならまほしき夜の歌 八首」「また同じき夜によめる歌 二首」「夢」「夢さめて再び眠られぬ時よめる歌」「放歌」からなる。               |
| 歌稿 その他      | 河馬                                                               | 1937年11月・12月執筆                                                  | 歌集。「河馬の歌」「狸」「黒豹」「マント狒」「白熊」「眠り獅子の歌」「仔獅子」「駱駝」などからなる。                                                                     |
| 歌稿 その他      | Miscellany                                                         | 1937年11月・12月執筆                                                  | 歌集。「理髪店の歌」「チンドン屋の歌」「聘珍楼の歌」「夜と林檎の歌」「真珠の歌」などからなる。                                                                           |
| 歌稿 その他      | 霧・ワルツ・ぎんがみ ―秋冷羌笛賦―                                  | 1937年11月・12月執筆 1947年4月 『藝術』第3号掲載（抜粋）              | 歌集。「踊り子の歌」「ひげ・いてふの歌」「街頭スケッチ」などからなる。                                                                                                   |
| 歌稿 その他      | Mes Virtuoses (My Virtuosi)                                        | 1936年以降- 1937年11月・12月執筆                                      | 歌集。「シャリアーピンを聴く」「トレパク（死の舞踏） ムッソルグスキイ」「ハイフェッツを聴く」などからなる。                                                              |
| 歌稿 その他      | 朱塔                                                               | 1936年8月以降- 1937年11月・12月執筆                                   | 歌集。「杭州の歌」「蘇州の歌」などからなる。 1936年8月の中国旅行の風景を基にした歌。                                                                                     |
| 歌稿 その他      | 小笠原紀行                                                         | 1936年3月以降- 1937年11月・12月執筆                                   | 歌集。100首余りの歌からなる。 1936年3月の小笠原旅行の風景を基にした歌。                                                                                                  |
| 歌稿 その他      | 漢詩                                                               | 1939年頃執筆                                                          | 25の漢詩。 |
| 歌稿 その他      | 訳詩                                                               |                                                                       | 清の時代の詩人や、トーマス・ムーア（1779-1852年）の詩の訳詩。 |
| 雑纂             | 文芸部部史                                                         | 1930年9月『向陵誌』掲載                                               | 『向陵誌』は第一高等学校の寮誌。 |
| 雑纂             | 新古今集と藤原良経                                                 |                                                                       | 大学時代のレポートの下書きと推察されている。 |
| 雑纂             | 鏡花氏の文章                                                       | 1933年7月『学苑』第1号掲載                                            | 泉鏡花の作品を読むことを生徒に勧めている文。 『学苑』は横浜高等女学校の学内誌で中島敦が編集発行人となっている。 他、タイトルのない雑記には『学苑』の編輯後記などがある。 |
| 雑纂             | 十年                                                               | 1934年3月『学苑』第2号掲載                                            | 将来フランスに行きたいと思っていた16歳のころの思い出を綴った文。 |
| 雑纂             | どのスポーツが好きか                                               | 1936年7月『学苑』第7号掲載                                            | 中学2年のころに野球をやっていたことや、その他スポーツについて一言書いた短文。                                                                                            |
| 雑纂             | お国自慢                                                           | 1937年7月『学苑』第9号掲載                                            | 各地を転々として育ったため、人々の言う「故郷」という言葉が持つ感覚が自分には分からないと述べた短文。                                                                     |
| 草稿             | セトナ皇子（仮題）                                                 |                                                                       | 題名は文治堂の全集編集者によって仮に付けられたもの。 「古譚」系統の草稿と推察されている。                                                                                |
| 草稿             | 妖氛録                                                             | 巫臣の妻となった夏姫の物語。 「古俗」系統の草稿と推察されている。     | |
| 論文             | 耽美派の研究                                                       | 1932年11月脱稿・提出                                                  | 大学卒業論文。卒業は1933年3月。 |
| 翻訳             | パスカル （オルダス・ハクスリー作）                                | 1938年8月9日翻訳脱稿                                                  | |
| 翻訳             | スピノザの虫 （オルダス・ハクスリー作）                            | 1939年7月翻訳                                                         | |
| 翻訳             | クラックストン家の人々 （オルダス・ハクスリー作）                  | 1939年頃翻訳（未完）                                                  | |
| 翻訳             | 罪・苦痛・希望・及び 真実の道についての考察 （フランツ・カフカ作） |                                                                       | |

## 刊行書籍など

### 単行本
| 書籍名                                | 出版社       | 出版年月       | Ncid              | 収録作品 |
| ------------------------------------- | ------------ | -------------- | ----------------- | --- |
| 第一創作集 『光と風と夢』             | 筑摩書房     | 1942年7月15日  | NCID BA44738108。 | 「古譚」（狐憑、木乃伊、山月記、文字禍）、「斗南先生」、「虎狩」、「光と風と夢」 |
| 第二創作集 『南島譚』 (新鋭文学選集2) | 今日の問題社 | 1942年11月15日 | NCID BA69658009。 | 「南島譚」（幸福、夫婦、雞）、「環礁―ミクロネシヤ巡島記抄―」（寂しい島、夾竹桃の家の女、ナポレオン、真昼、マリヤン、風物抄）、「わが西遊記」（悟浄出世、悟浄歎異―沙門悟浄の手記―）、「古俗」（盈虚、牛人）、「過去帳」（かめれおん日記、狼疾記）、「名人伝」 |
| 『李陵』                              | 小山書店     | 1946年2月10日  | NCID BN11436604。 | 「李陵」、「弟子」 |
| 『わが西遊記』                        | 京北書房     | 1947年9月      | NCID BA69612110。 | 「悟浄出世」、ほか4篇 |
| 『李陵』 原稿復刻版 (手稿の複製)      | 文治堂書店   | 1980年11月     | NCID BN05292204。 | 「李陵」(清書原稿)、「李陵」(草稿)、「章魚木の下で」(清書原稿) 氷上英廣、中村光夫の寄稿文もあり。 |

### 全集
- 筑摩書房版『中島敦全集』
  - 全3巻、1948年10月5日 - 1949年6月10日刊 NCID BN04708577（第3回毎日出版文化賞受賞[138][7]）
  - 全3巻、1976年3月15日 - 9月30日刊 NCID BN00960949
  - 全3巻・別巻1冊、2001年10月10日 - 2002年5月20日刊 NCID BA54121705
- 文治堂書店版『中島敦全集』 ※「李陵」の完全翻刻版が収録
  - 全4巻・補巻1冊、1959年6月25日 - 1961年4月15日刊 NCID BN08357543
  - 改訂第2版・1963年1月刊 NCID BN11560760

文庫全集
- ちくま文庫版『中島敦全集』
  - 全3巻、1993年1月・3月・5月 NCID BN09199379

### 文庫本
刊行年月は原則初版のみ記載。

#### 新潮文庫（新潮社）
- 『光と風と夢・李陵』（1951年10月）NCID BN10486855
  - 解説：氷上英廣
- 『李陵・山月記』（1969年9月）NCID BN05129699
  - 解説：瀬沼茂樹
  - 改版1989年6月以降には年譜あり[259]。

#### 角川文庫（角川書店）
- 『李陵・弟子・名人伝』（1952年2月）NCID BN06436456
  - 解説：武田泰淳
- 『光と風と夢 他二篇』（1956年）NCID BA44419143
  - 解説：深田久弥
- 改版『李陵・山月記・弟子・名人伝』（1968年9月）NCID BA70007416
  - 解説増補：氷上英廣、武田泰淳（全6篇、再改版1989年）
- 『李陵・山月記』（2019年3月）NCID BB28203129
  - ※角川つばさ文庫、絵：Tobi
- 『文字禍・牛人』（2020年11月）、ISBN 9784041109021
  - 解説：池澤夏樹（全6篇）

#### 旺文社文庫（旺文社）
- 『李陵・弟子・山月記 他二篇』（1967年1月）NCID BN12792987
  - 解説：氷上英廣、井上靖、岩田一男

#### 講談社文芸文庫ほか
- 『山月記・弟子・李陵 ほか三編』（1972年4月）NCID BA3249897X
  - 解説：高橋英夫（講談社文庫）
- 『光と風と夢・わが西遊記』（1992年12月）ISBN 4061962043
  - 解説：川村湊。作家案内：鷺只雄
- 『斗南先生・南島譚』（1997年3月）ISBN 4061975609
  - 解説：勝又浩。作家案内：木村一信
- 『中国小説集』（2007年6月）ISBN 9784270101032
  - ※ランダムハウス講談社文庫

#### ちくま文庫（筑摩書房）
- 『中島敦 1909 – 1942』〈ちくま日本文学全集 036〉（1992年7月） ISBN 4480102361
  - 解説：池澤夏樹
- 『中島敦 1909-1942 ちくま日本文学 012』（2008年3月）ISBN 9784480425126
  - 解説：池澤夏樹
- 『山月記・名人伝 ほか』〈教科書で読む名作〉（2016年12月）ISBN 9784480434128

#### 集英社文庫（集英社）
- 『山月記・李陵』（1993年4月）NCID BN14394668
  - 解説：新保祐司。中島敦の肖像あり。

#### 岩波文庫（岩波書店）
- 『山月記・李陵 他九篇』（1994年7月）NCID BN11077727
  - 解説：氷上英廣
  - 同ワイド版は2003年2月

#### 中公文庫（中央公論新社）
- 『南洋通信』（2001年9月）NCID BA5393324X
  - 解説：佐々木譲
  - 増補新版は2019年7月、ISBN 9784122067561

#### 文春文庫（文藝春秋社）
- 『李陵・山月記』（2013年7月）NCID BB13078034

#### 上記以外の他社
- 『李陵』（社会思想社／現代教養文庫、1953年4月）NCID BN12191025
- 『李陵 山月記 ほか五編』（小学館文庫、2000年3月）NCID BA48141129。
- 『山月記・李陵』（舵社／デカ文字文庫、2006年3月）NCID BA77092843

### 音声・映像
- 『山月記・名人伝・牛人』 江守徹 朗読、新潮社〈新潮カセットブック 〉、1988年／新潮CD、1997年、ISBN 410-8310039
- 『李陵』 日下武史 朗読、新潮社〈新潮カセットブック〉、1993年／新潮CD、2005年、ISBN 410-8301765
- 『山月記』 小野大輔 朗読、海王社文庫、2014年、ISBN 479-6405763 - 朗読CD
個別作品の朗読作品については、『山月記#朗読CD』など個別記事を参照。
- 『敦 山月記・名人伝』 野村萬斎 構成・出演、WOWOW、2006年、ASIN B000GFM80O - DVD[注釈 13]

## 資料保存活動・企画展

### 神奈川近代文学館・中島敦文庫

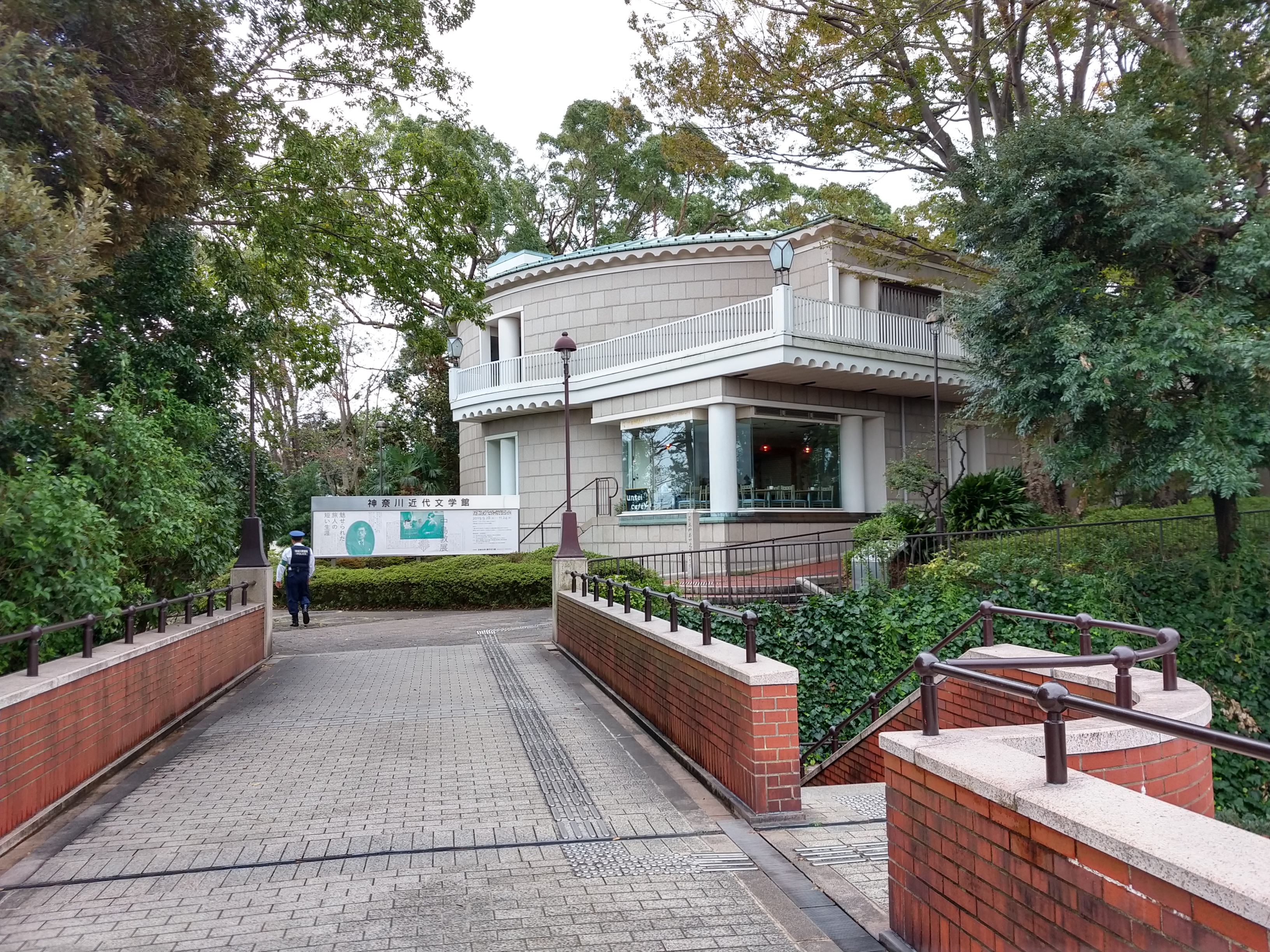
2019年の中島敦展開催中の神奈川近代文学館

神奈川近代文学館には1992年に中島家から寄贈された資料による「中島敦文庫」が設けられている。同館で下記も発行
- 『中島敦文庫直筆資料画像データベース』（DVD）神奈川近代文学館、2009年、ISBN 9784862713278

「中島敦文庫」では、中島の自筆資料のみならず、パラオに赴いた際のトランク (鞄)など物品も所蔵されている。かつては日本大学法学部も「中島敦文庫」を設けており、2006年に同館は、旧・蔵書も日本大学から引き取った。ほぼ全ての中島敦の原稿・遺品などを収蔵した同館は「中島敦研究のメッカ」であるとされている。
なお同館で、没後50年、没後60年、生誕100年、生誕110年に企画展を開催した。
- 『没後五〇年 中島敦展 一閃の光芒』 神奈川近代文学館、1992年9月。NCID BN08477024
- 『中島敦展　魅せられた旅人の短い生涯』 神奈川近代文学館・展覧会図録、2019年9月。[266]

といった刊行物も発行した。
なお漫画作品のようなサブカルチャーとコラボレーションした企画が文学館で行われるようになっており、神奈川近代文学館でも2019年の企画展で前述の『文豪ストレイドッグス』とのコラボレーション企画を実施した。

### 中島敦の会
「中島敦の会」は、中島がかつて勤務していた横浜高等女学校（現・横浜学園高等学校）の教え子たちを中心に発足した会である。毎年、命日の12月4日近くの日曜日に会合を開いて、講演会などを催し、年に1回、会報も発行した。彼女たちが存命中には教え子の鼠入陽子（旧姓・山田）や金子いく子がおもに代表世話人をしていた。
2017年現在は、事務局は横浜学園高等学校（横浜学園）に置かれ、横浜学園理事長の田沼智明や田沼光明が会長を務めている。同会は1992年（平成4年）9月27日にホテルニューグランドのペリー来航の間において「没後50年 中島敦を偲ぶ会」を開催しており、陳舜臣、白川静、佐藤全弘を推薦人として酒見賢一に「没後五十年中島敦記念賞」を授与した。中島敦の会主催の記念朗読会もあり、児玉朗かたりよみ「悟浄出世」、古屋和子ひとり語り「文字禍」「幸福」、そして観世栄夫演出による第一回は豊竹呂太夫の「山月記」、豊竹咲太夫「名人伝」、第二回は観世栄夫・野村万作・ 野村万之丞「李陵」の朗読が開催された。
また、同会は神奈川近代文学館の企画展も後援し、同館で没後75年のイベントも主催した。生誕100年の2009年（平成21年）には『山月記』や『名人伝』を舞台化した野村萬斎を招いての朗読会も開催している。
なお、研究者の村山吉廣も中島敦の会に参加しており、同会が発行する以下の研究書は神奈川近代文学館で販売されている。
- 山下真史、村田秀明『中島敦「李陵・司馬遷」定本篇・図版篇』、中島敦の会 発行、神奈川近代文学館 発売、2012年11月、NCID BB11149211[257]。
- 山下真史、村田秀明『中島敦「李陵・司馬遷」註釈篇』、中島敦の会 発行、神奈川近代文学館 発売、2018年11月[276]。

### 記念碑
- 元町幼稚園 - 1975年（昭和50年）12月7日、中島敦文学碑が横浜学園付属元町幼稚園の園庭に建立された[277]。元町幼稚園がある場所には、中島敦が勤務していた横浜高等女学校があった[278]。発起人は、中島の横浜高等女学校時代の教え子や同僚[277]。中島の筆跡で[279]、『山月記』の冒頭が刻まれている（原稿が行方不明のため『弟子』の原稿から集字した）[277][132]。元町幼稚園の中島敦の文学碑

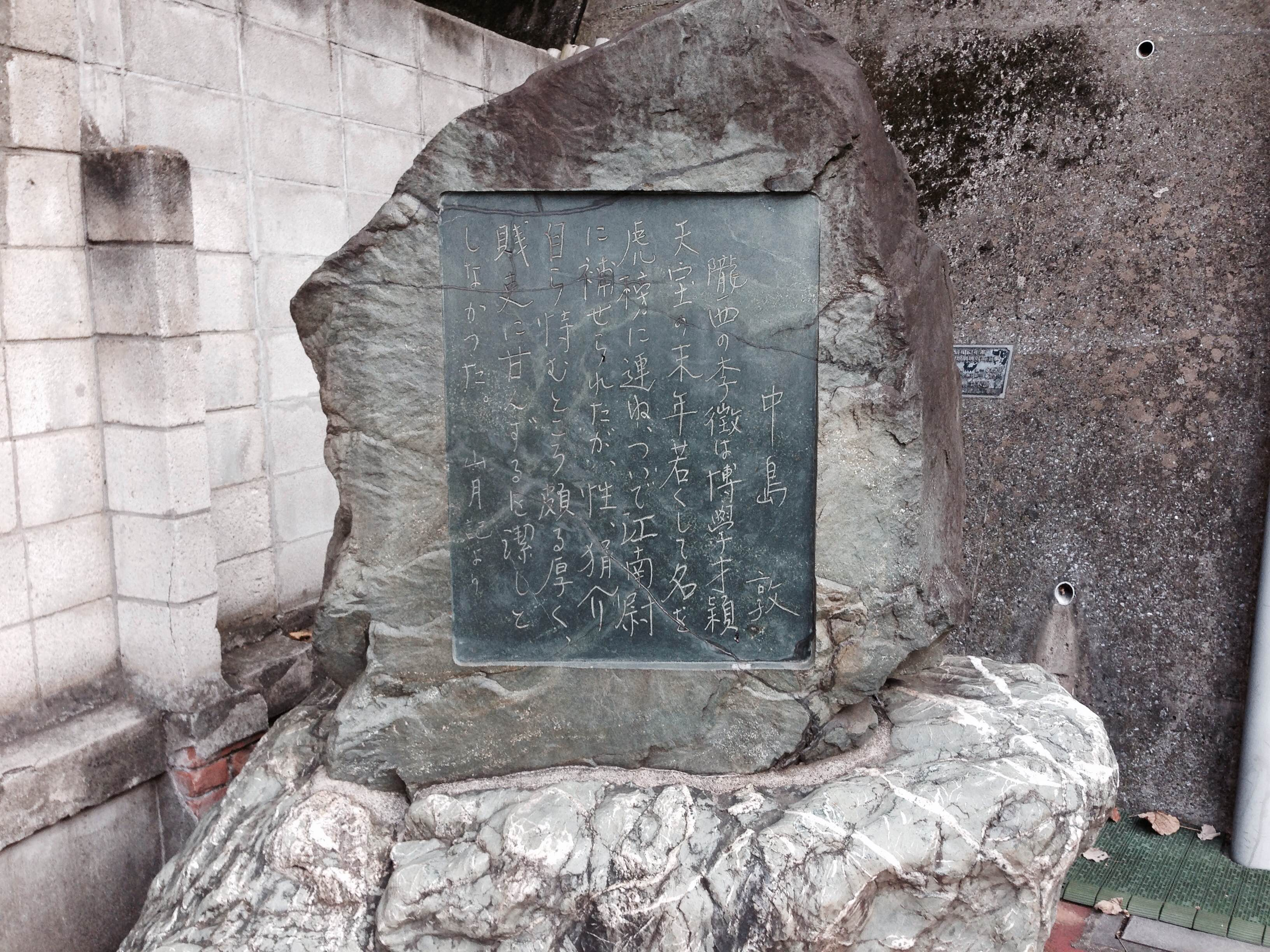
元町幼稚園の中島敦の文学碑

- 横浜外国人墓地 - 1989年に記念碑（歌碑）が中島敦の会、横浜ペンクラブによって建立[278][280]。この外人墓地が『かめれおん日記』の中に登場し[281]、その場面で詠んだ歌が石碑にも記されている[279][132]。横浜高等女学校時代の散歩コースとなっていた[278]。墓地内は通常は非公開[279]。
- 中島敦ゆかりの地記念碑 - 埼玉県久喜市にある[282]。祖父、中島撫山の家があり、中島敦は2歳から6歳をここで過ごした[282]。なお、久喜市には「久喜・中島敦の会」があり、生誕100年を記念して『中島敦と私』を出版している[231]。

## 関連文献

### 評伝・年譜
- 中村光夫・氷上英廣編 『中島敦研究』 筑摩書房、1978年、NCID BN00245375
- 田鍋幸信 編著『中島敦・光と影』 新有堂、1989年、ISBN 4880330132 - 関係者・親族に取材した聞き書き。
- 斎藤勝『中島敦書誌 近代文学書誌大系』 和泉書院、1997年、ISBN 4870888688
- 村山吉廣『評伝・中島敦―家学からの視点』 中央公論新社、2002年、ISBN　978-4120033179
- 島内景二『中島敦「山月記伝説」の真実』 文春新書、2009年、ISBN 9784166607204

### 作品論
- 佐々木充『中島敦の文学』 桜楓社、1973年
- 浜川勝彦『中島敦の作品研究』 明治書院、1976年
- 鷺只雄『中島敦論――「狼疾」の方法』 有精堂出版、1990年、ISBN 978-4640309112
- 進藤純孝『山月記の叫び』 六興出版、1992年
- 勝又浩・木村一信編『中島敦―昭和作家のクロノトポス』 双文社出版、1992年、ISBN 978-4881643808
- 村田秀明『中島敦「李陵」の創造』 明治書院、1999年、ISBN 462543081X
- 村田秀明『中島敦「弟子」の創造』 明治書院、2002年、ISBN 4625433169
- 渡辺一民『中島敦論』 みすず書房、2005年、ISBN 4622071355
- 川村湊『狼疾正伝―中島敦の文学と生涯』 河出書房新社、2009年。ISBN 9784309019215
- 『KAWADE道の手帖 中島敦 生誕100年、永遠に越境する文学』 河出書房新社、2009年

### その他
- 山口比男『汐汲坂―中島敦との六年』 えつ出版、1993年5月、NCID BN11349306
- 『中島敦 父から子への南洋だより』 川村湊編、集英社、2002年、ISBN 4087753158
- 諸坂成利 『虎の書跡：中島敦とボルヘス、 あるいは換喩文学論』水声社、2004年、ISBN 978-4891765408
- 三浦雅士『出生の秘密』 講談社 2005年、ISBN 406213005X - 中島の短編『狼疾記』と『悟浄出世』、未完長編『北方行』を2章を費やし論じる。
- 岡谷公二『南海漂蕩 ミクロネシアに魅せられた土方久功・杉浦佐助・中島敦』 冨山房インターナショナル、2007年、ISBN 9784902385519
- 『パラオ ふたつの人生 鬼才・中島敦と日本のゴーギャン・土方久功展』 世田谷美術館、2007年、NCID BA83882319
- 『端正・格調高い文章を味わう 中島 敦』 宝島社〈別冊宝島 1625〉、2009年、ISBN 978-4-7966-7036-4。- 生誕100年特別企画[283]
- 山下真史『中島敦とその時代』 双文社出版、2009年、ISBN 9784881645925
- 小谷野敦『中島敦殺人事件』 論創社、2009年、ISBN 9784846009083
- 久世番子『よちよち文藝部』 文藝春秋、2012年、ISBN 9784163757506
- 武内雷龍『夏雲―『山月記』中島敦と、その母』 海象社、2012年5月、ISBN 9784907717315
- 石井要『中島敦　意識のゆらぎから複数の世界へ』ひつじ書房、2024年5月、ISBN 978-4-8234-1226-4

## 関連人物
田中西二郎
英米文学の翻訳者。中島が第一高等学校時代、伯父・関翊一家が暮らしていた渋谷の岡本武尚邸の別棟に寄寓した時に岡本家の武夫（一高で高見順と同級）と仲良くなった縁で、田中西二郎と知り合い生涯にわたって親交を結んだ。田中から送られた本（中島は『妙齢』と言っていた）の中にあった大久保康雄の南洋小説を読んでいた中島は、パラオ南洋庁赴任中のヤルート島で意気投合した竹内虎三という役人から、南洋を訪れた大久保を一昨年（1939年頃）マーシャル諸島に案内した話を聞くという奇遇を体験した。中島はその時点で知っていた大久保の短編（のち『孤独の海』所収）を参考に南洋作品を書いたのではないかと推察されている。田中は中島としばしば書簡を交わしていたが、中島死後に追想文などは寄せてはいない。
中村光夫
文芸評論家。中村光夫は第一高等学校時代の1年後輩で、文科丙類（フランス語）にいた。その後、中島と同じ東京帝国大学に進んだ中村は法学部に入学後、仏文科に入学し直した。中村は大学時代の中島について、「氏はその頃無数に出てゐた同人雑誌のどれにもあまり関係せず、また小説なども書かなかつたらしい。その頃僕等の使つた言葉で云へば、氏は『文学をやめて』ゐた」と語っている。中島の教員時代、中村の評論が新聞で取り上げられて高評価されたとき、中島は同僚の山口比男に「君、彼らほどの才能でも、努力すれば、これ位にはなれるんだ」と口惜しそうに言ったという。
土方久功
彫刻家・画家・民俗学者。中島がパラオ南洋庁に赴任した際に知り合い意気投合した。土方久功は両親の死亡などで東京を離れ1929年（昭和4年）からパラオ南洋庁の嘱託として木工・図工教員の職につきながら島々の遺物や土器を調査し、南洋民俗学の第一人者となった。土方久功の親戚には築地小劇場を小山内薫とともに建設した演出家の土方与志がいる。久功は築地小劇場の開場の際にシンボルマークの葡萄の房をデザインした。与志の祖父・土方久元の弟が久功の父親という関係（与志は、久功の伯父の孫）であるが与志は久功より年長で、中島は父への手紙で久功のことを「土方与志氏の弟」と紹介していた。中島同様に甘党で、パンやミルク、紅茶やビスケットが好物であったという。土方は中島が南洋の暑さと湿気で喘息が辛そうだった様子を回想している。
森敦
小説家。中島敦が京城中学校4年のとき、森敦が2年生に在学していた。乾物屋の倅だった森敦は、卒業後は山口高等学校に進学しようとかと思っていたが、自分の同じ名の「敦」という4年生が第一高等学校文科甲類に3番で合格したというニュースを地元の新聞『京城日報』で知り、自分も一高合格を目指そうと一念発起したという。そして、東京に帰国した中島に意見を求める手紙を出すと、一高を勧める親切な返信があったという。
湯浅克衛
小説家。京城中学校時代の同級生。当時、湯浅の父親は朝鮮の警察署に勤務し、一家は水原に住んでいた。そのため、湯浅の綽名は「水原豚」（スイゲン・ピッグ）だった。湯浅の回想「敦と私」（ツシタラ 第三輯 1960年6月）の中で、自身が数学の授業中に急進的な総合雑誌『改造』を読んで停学を言い渡された際、級長の中島敦が教員室に飛び込んできて、「水原豚を処罰してはいけません。『改造』を読んでいたからと云って処罰したら、天下の京中の名誉にかかわります」と仲裁してくれたおかげで、停学処分が免れて図書館監禁という軽い罰で済んだ話を語っている。京城中学校以後は2人の間に交流はなかったという。湯浅は1934年（昭和9年）に、朝鮮貴族邸の請願巡査の息子（12歳の日本人少年）と、その邸の門番の娘・カンナニ（14歳の朝鮮人少女）の純愛を描いた植民地小説「カンナニ」を『改造』懸賞小説に応募し佳作となったが、雑誌側が検閲をおそれ、後半を削除した上で翌年の『文学評論』に掲載された。戦後湯浅に会った同級生によると、中島の話となったとき湯浅は、「もっと早く俺のところに来ておれば」と言っていたという。